# Mollet del Vallès
Mollet del Vallès és una ciutat i municipi de Catalunya situat a la comarca del Vallès Oriental. Limita amb els municipis de:
La Llagosta, Sant Fost de Campsentelles, Martorelles, Montornès del Vallès, Montmeló, Parets del Vallès, Lliçà de Vall al Vallès Oriental i Palau-solità i Plegamans i Santa Perpètua de Mogoda al Vallès Occidental. Mollet del Vallès és una ciutat situada a la comarca del Vallès Oriental, aproximadament a 17 quilòmetres de la ciutat de Barcelona i a 10 de Granollers, la capital de la comarca.
El seu tram nord queda delimitat per l'autopista AP-7, i el sud per l'autopista C-33.
Té dues estacions de ferrocarril: Mollet-Sant Fost (línia St. Vicenç-Maçanet) i Mollet-Santa Rosa (línia l'Hospitalet-Vic).
L'any 1992 va ser subseu olímpica dels Jocs Olímpics de Barcelona'92 on van tenir lloc les proves de la modalitat de tir olímpic a les instal·lacions de l'Escola de Policia de Catalunya.
Des de l'any 1987 i fins al 2003, Montserrat Tura i Camafreita va ser l'alcaldessa de Mollet del Vallès, pel PSC (Partit dels Socialistes de Catalunya). Entre 2003 i 2022 el seu alcalde fou Josep Monràs i Galindo del PSC. Des de 2022 la seva alcaldessa és Mireia Dionisio. Revalidà el títol a les eleccions municipals de 2023.

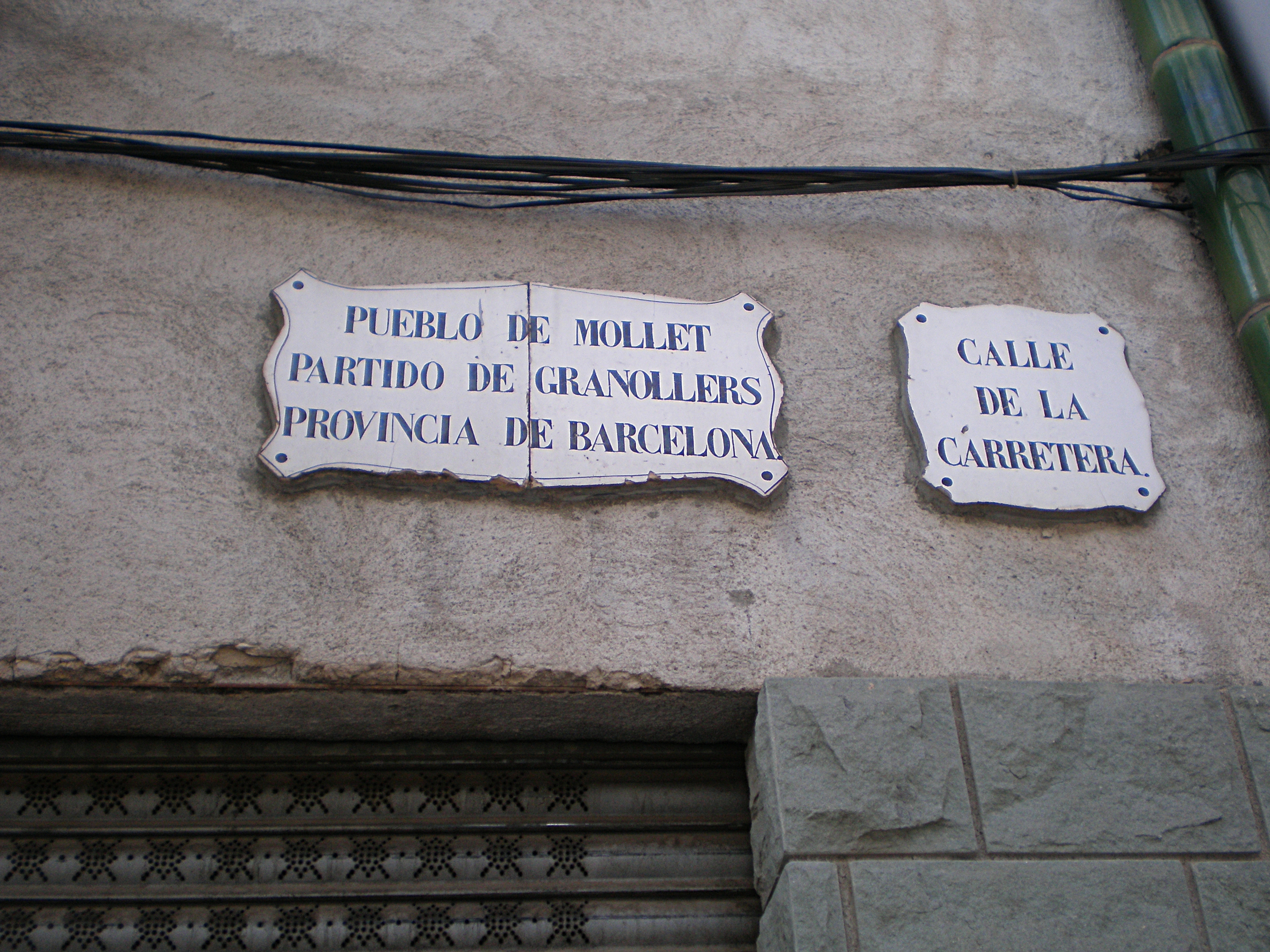
Carrer Jaume I.

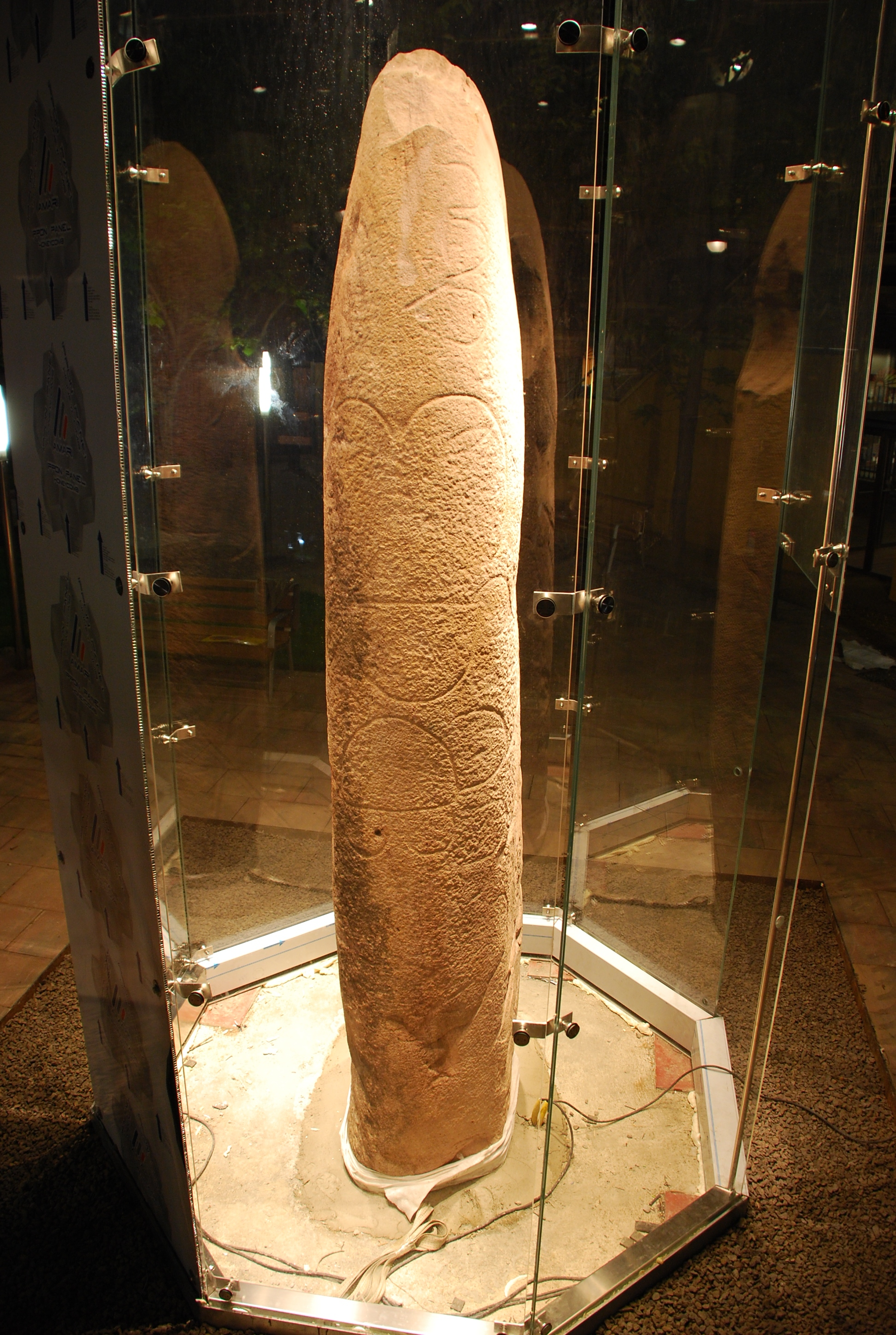
Menhir de Mollet.

## Geografia
- Llista de topònims de Mollet del Vallès (Orografia: muntanyes, serres, collades, indrets..; hidrografia: rius, fonts...; edificis: cases, masies, esglésies, etc).

## Història
El municipi de Mollet del Vallès ocupa un petit tros del sector central de la plana vallesana. Un territori amable, suaument ondulat, on el torrent Caganell travessa, d'extrem a extrem, el municipi fins a l'aiguabarreig amb el riu Besòs.
Sota els camps i l'asfalt s'amaguen els orígens geològics de Mollet i Gallecs. Les roques tendres i toves que trepitgem (sorres, llims, argiles i algun nivell de conglomerats) ens relaten una llarga història d'una desena de milions d'anys. Moment en què per Mollet i comarca hi havia ramats d'hipparions, mastodonts, girafes, rinoceronts... Milions d'anys després, els humans posaven la petja sobre aquest territori.
L'abril de 2009, sortia a la llum el vestigi humà més antic conegut fins ara a Mollet. Una enorme estàtua-menhir de gairebé cinc metres de llargada i sis tones de pes, amb relleus i gravats d'excepcional vàlua, una de les troballes arqueològiques més importants dels darrers anys a Catalunya, una peça única de referència internacional. A aquesta estàtua-menhir neolítica, anomenada Menhir de Mollet, cal sumar-hi dos monuments megalítics més, avui desapareguts: la Pedra Salvadora i la Pedra de Gallicant.

### Segles IV-VI
Entre els anys 2023 i 2024, es van duur a terme unes excavacions al voltant de l'Església de Sant Vicenç amb l'objectiu de peatonalitzar la zona. Enmig d'aquesta obra, es van descobrir restes arqueológiques romanes que daten d'entre els segles IV i VI després de Crist. En aquesta excavació es van trobar sitges, esquelets i tombes. Amb aquest descobriment, la història del poble es remunta fins a uns 500 anys abans del que es creia que era el seu origen fins ara.
Aquestes troballes han quedat altre cop tapades un cop finalitzat l'estudi arqueológic. Ara la zona és peatonal tal com es va plantejar des d'un inici.

### Segle X
A mitjan segle x, Gallecs i Mollet eren petits nuclis de població envoltats de camps i de boscos. La parròquia de Mollet va créixer vinculada al domini de la seu episcopal de Barcelona. El bisbe tenia un ampli domini senyorial de terres i drets, i un batlle administrava les possessions. Sabem que, a finals del segle xi, es va construir una església romànica i al seu voltant, un grup d'edificacions formava la sagrera, que protegia les persones i els béns que incloïa. Gran part dels habitants depenien del bisbe de Barcelona, però una part del domini corresponia a una família noble, els Mollet, que van adoptar el topònim del poble com a cognom i van discutir l'autoritat del bisbe.

### Segle XII - Passat medieval
Del passat medieval de Mollet resta dempeus l'església romànica de Santa Maria de Gallecs (s. XII), la base del campanar de l'església de Sant Vicenç (s. XI-XII) així com diverses masies que tenen el seu origen en aquell període.
L'any 2006 es van trobar, en un solar proper a la plaça Prat de la Riba, dintre del perímetre de l'antiga sagrera medieval de Mollet, diverses restes arqueològiques, on cal destacar dues sepultures del segle xii. Darrerament, també s'han trobat, en un solar uns metres més avall, diverses sitges del mateix segle.

### Del XV al XVIII
La població de la batllia es manté quasi estancada entre el 1497 i el 1708 (entre 340 i 385 habitants), però al llarg del segle xviii augmenta força: el 1787 arriba a 768 habitants (a Mollet li correspon un 55%, un 35% a Parets i un 10% a Gallecs).
A més de la tasca religiosa, l'església de Mollet acompleix funcions socials i de lideratge. El 1498, es comença a construir una nova església, d'estil gòtic tardà, que substituirà l'anterior romànica.
Mollet es trobava en una zona estratègica de pas per on passaven dos camins rals: el de Barcelona a Vic i el de Barcelona a Girona i França, que representaven sovintejats moviments de tropes, a més d'un flux comercial i cultural important. El primer travessava el poble i el segon anava paral·lel al riu Besòs; patia, a més, freqüents atacs de bandolers, sobretot a la Pineda Fosca.
Però governar un municipi amb tres parròquies no era tasca fàcil, i sovint hi havia conflictes. L'any 1732, Parets va demanar-ne la separació.

### Industrialització de Mollet
Els inicis de la industrialització a Mollet tenen en el sector tèxtil un clar protagonista. A mitjan segle xix hi havia 1.400 habitants, i, tot i que el 1870 s'hi instal·la una fàbrica de cotó, és un poble bàsicament agrícola que conrea, per aquest ordre, blat, cànem, llegums, blat de moro i vi (la crisi de la fil·loxera arriba a Mollet el 1886 i el 1898 ja ha destruït quasi totalment la vinya).
Durant aquest segle, els esdeveniments polítics segueixen la dinàmica de la política estatal (l'any 1849 Parets s'havia independitzat de la batllia). Entre els fets bèl·lics que viu Mollet, destaca una batalla a l'inici de la Guerra dels Segadors, quan els catalans van derrotar les tropes franceses. Més endavant, durant la Guerra del Francès, Mollet queda entre els dos exèrcits: el 1810 hi ha una batalla a la rodalia on les tropes espanyoles guanyen les franceses; destaquen els molletans Alsina i Gaietà Ventalló en la lluita contra els invasors. A partir de 1868 es consolida l'estat liberal; el 30 de setembre la revolució arriba a Mollet: grups de persones es concentren davant de l'Ajuntament i cremen un retrat de la reina Isabel II; la candidatura liberal guanya les eleccions municipals, fet denunciat com a frau per Vicenç Plantada, que fa un al·legat a favor del sufragi universal (Plantada, nascut el 1839, és mestre, veterinari, escriptor, inventor i motor de moltes iniciatives polítiques catalanistes).
Des del 1848 hi ha una carretera que comunica Barcelona, passant per Mollet, amb Girona i Portbou. El 1854 arriba el primer ferrocarril, en la mateixa direcció; el 1862 comença a funcionar la línia a Sant Joan de les Abadesses (més endavant arribarà a Puigcerdà) i el 1880 s'hi suma el tren del Calderí (que tanca el 1932)
La proximitat del nucli barceloní i les bones comunicacions fomenten l'arribada de les primeres fàbriques. El 1891 arriben els germans Moretó i comencen amb una serradora, però el 1895 instal·len un molí per moldre cereals, els orígens de l'actual Farinera Moretó. El 1897 comença a funcionar la Tenería Moderna Franco Española, coneguda com la Pelleria.
El mes de novembre de 1911 es constituí la societat Elèctrica de Mollet, la qual al poc temps acabà sent adquirida per Energia Elèctrica de Catalunya i passà a ser bàsicament una comercialitzadora d'energia elèctrica.
Quan acaba el segle XIX, Mollet és un poble dedicat a l'agricultura, amb una incipient indústria, on viuen poc més de 2.000 habitants, amb alguns molletans claus com Fèlix Ferran, nascut el 1814, introductor de millores per a l'agricultura i pioner en la replantació de vinyes amb ceps americans.

### Segle XXI

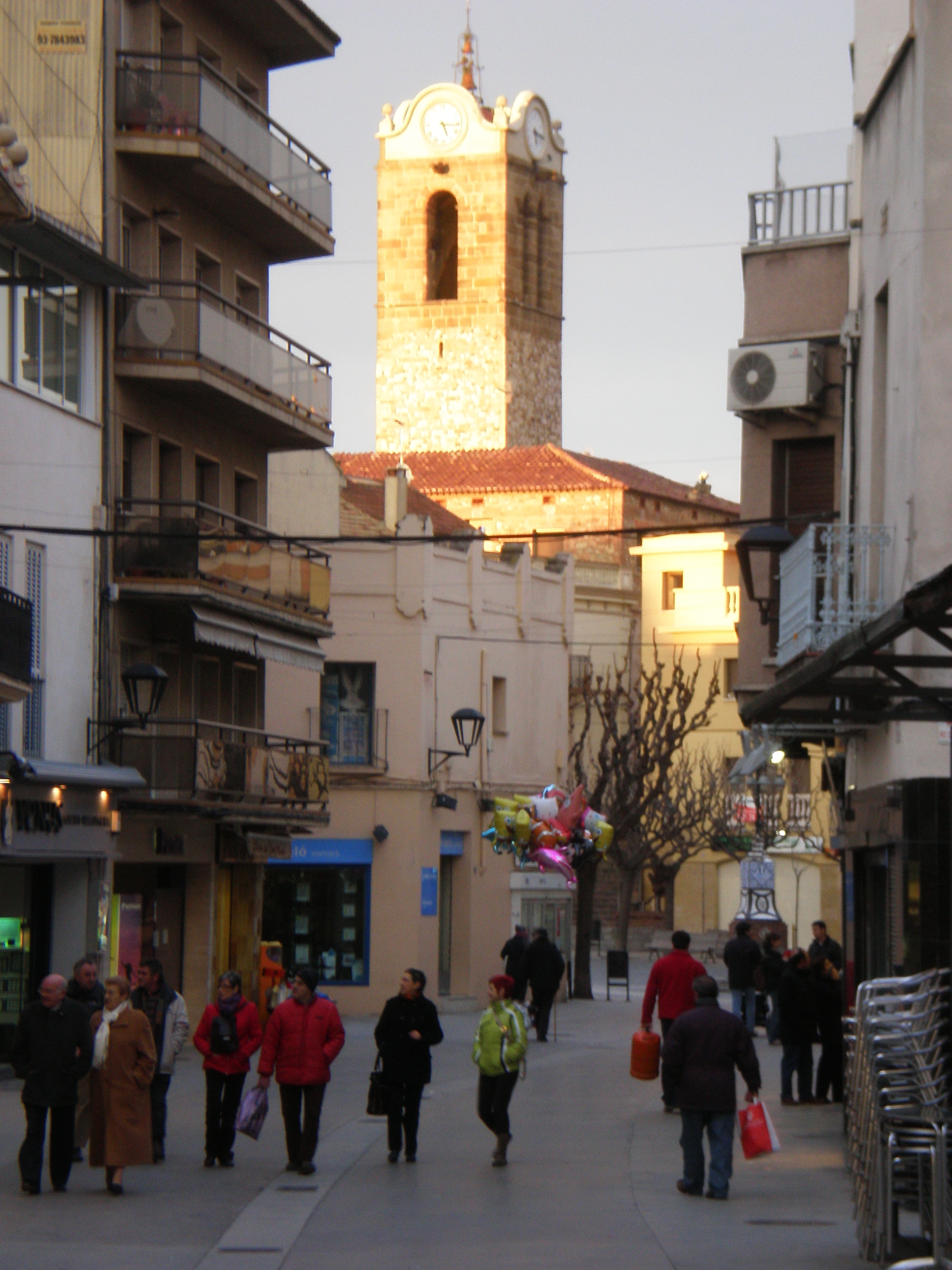
Carrer Barcelona.

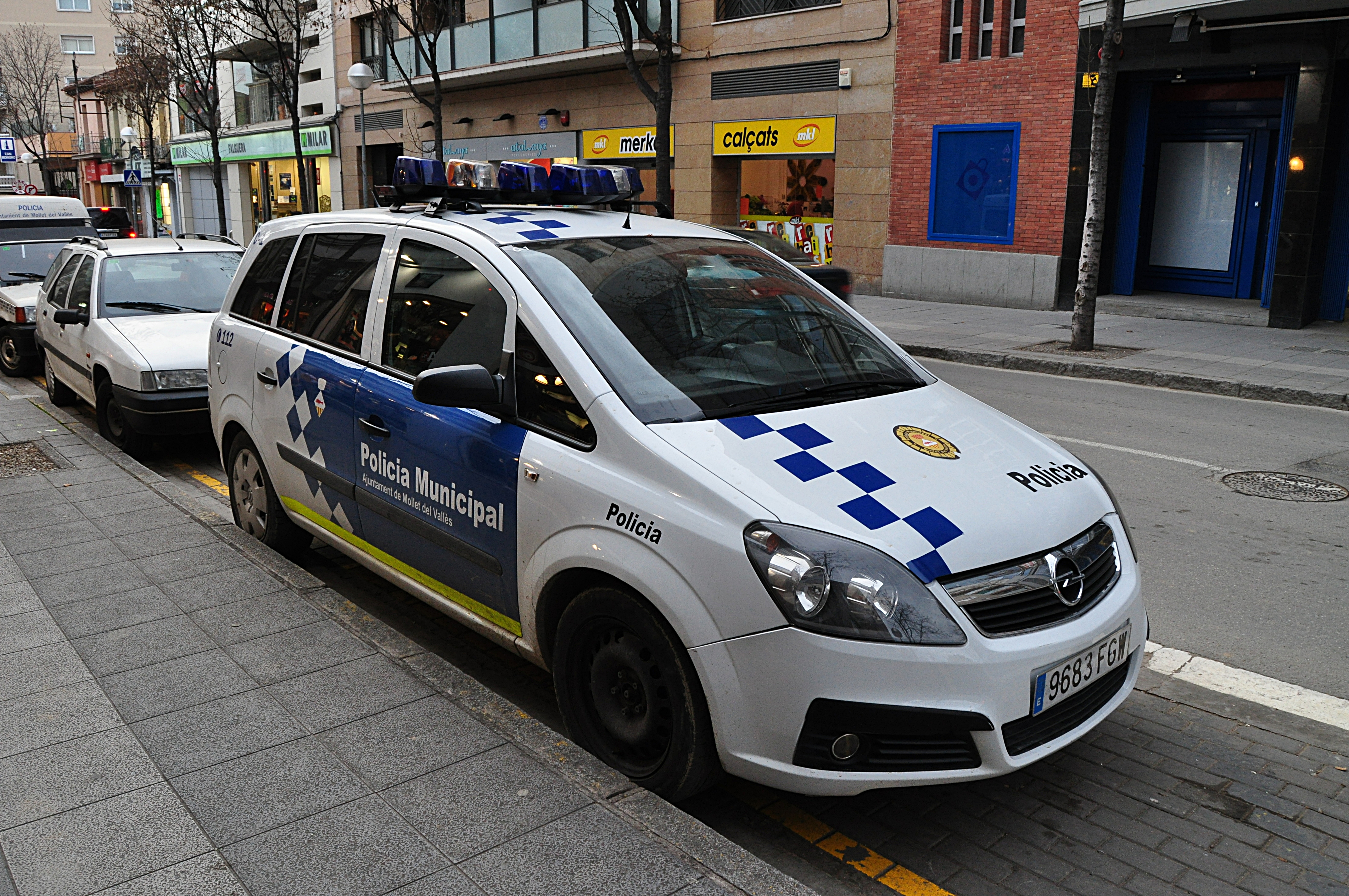
Cotxe de la policia

El cos de la policia local de Mollet del Vallès existeix des del 1952. A partir de la dècada del setanta del segle passat, el nombre d'agents de la Policia creix de manera ràpida fins a arribar a la setantena a començament del segle xxi. Des de la segona meitat del segle xix hi ha constància que Mollet disposava d'un cos de seguretat. En el pressupost d'ingressos de 1845 ja consta, dins del concepte de despeses obligatòries de l'Ajuntament, una dotació de 380 reals per a despeses de porters i algutzirs. Es preveia crear una nova comissaria el 2014.
El nou mil·lenni s'inicia amb la inauguració del Complex Esportiu Ca n'Arimon, seguit del parc dels Colors, de Miralles; de la Casa de la Vila amb un mural de Brossa, de les primeres escoles bressol, de la inauguració del remodelat mercat vell com a espai polivalent, d'un mercat setmanal potent que es fa cada dimarts... Els últims 15 anys, Mollet ha desenvolupat un model de ciutat compacta, amb tres elements que marquen i limiten el terme municipal: la reserva de l'espai de Gallecs, que limita al 50% el seu desenvolupament urbà, la pràctica ocupació del sòl disponible per a nous desenvolupaments, i la reducció de l'espai a conseqüència de les infraestructures de comunicació que la travessen.
Des de les empreses municipals EMFO, Mercamollet i Promosol es treballa per crear ocupació i promoure l'activitat econòmica i comercial. Gallecs és inclòs en el Pla d'Espais d'Interès Nacional (PEIN) i des del Consorci de Gallecs i l'Associació de Pagesos es promou l'agricultura ecològica i la recuperació de varietats tradicionals. El 2010 s'inaugura un hospital de referència per als pobles veïns i el 2011, finalitza la urbanització del polígon industrial i de serveis de La Farinera, un espai d'emplaçament estratègic amb una bona connectivitat viària. El repte, com defineix el Pla Estratègic 2025, és poder impulsar una major activitat productiva basada en una renovació, diversificació i qualificació empresarial, on Mollet lideri l'entorn territorial del Baix Vallès.
L'any 2011 passen de 52.000 els habitants de la ciutat. Agermanada amb Rívoli (Itàlia) des del 1986 i amb Cinco Pinos (Nicaragua) des del 1989, la ciutat reconeix el treball i l'esforç dels seus molletans il·lustres Joan Abelló, Jordi Solé Tura, Josep Solà, Josep Maria Pou... i molts d'altres —que han rebut l'agraïment de la ciutat en forma de distincions cíviques— que de forma anònima i callada han contribuït a fer de Mollet la ciutat que ara és.

## Demografia
| 1497 f | 1515 f | 1553 f | 1717 | 1787 | 1857  | 1877  | 1887  | 1900  | 1910  |
| ------ | ------ | ------ | ---- | ---- | ----- | ----- | ----- | ----- | ----- |
| 45     | 46     | 66     | 476  | 768  | 1.376 | 1.706 | 2.012 | 2.130 | 2.695 |

| 1920  | 1930  | 1940  | 1950  | 1960  | 1970   | 1981   | 1990   | 1992   | 1994   |
| ----- | ----- | ----- | ----- | ----- | ------ | ------ | ------ | ------ | ------ |
| 3.752 | 5.527 | 6.132 | 6.614 | 8.303 | 20.212 | 35.494 | 39.928 | 42.213 | 42.213 |

| 1996   | 1998   | 2000   | 2002   | 2004   | 2006   | 2008   | 2010   | 2012   | 2014   |
| ------ | ------ | ------ | ------ | ------ | ------ | ------ | ------ | ------ | ------ |
| 41.911 | 44.170 | 46.204 | 48.727 | 50.691 | 51.713 | 51.912 | 52.459 | 52.242 | 51.719 |

| 2016   | 2018   | 2020   | 2022   | 2024   | 2026 | 2028 | 2030 | 2032 | 2034 |
| ------ | ------ | ------ | ------ | ------ | ---- | ---- | ---- | ---- | ---- |
| 51.491 | 51.133 | 51.600 | 51.294 | 52.283 | -    | -    | -    | -    | -    |

| Entitat de població | Habitants (2024) |
| Mollet del Vallès   | 51.920           |
| Gallecs             | 125              |
| Font: Idescat       |                  |

## Institut de Seguretat pública de Catalunya
L'Institut de Seguretat Pública de Catalunya, situat a la localitat de Mollet del Vallès (Zona Est de la ciutat) abreujat ISPC, (i també conegut pel seu nom anterior: Escola de Policia de Catalunya) és el centre de formació del personal dels diversos cossos garants de la seguretat catalana en un sentit ampli: Mossos d'Esquadra, policies locals, bombers, personal de Protecció Civil i Agents Rurals. També supervisa els centres i els programes formatius dels membres de les empreses de seguretat privada. És un organisme autònom adscrit al Departament d'Interior de la Generalitat de Catalunya. Actualment la directora de l'Institut és Montserrat Royes Vila.
Els orígens de l'ISPC es remunten a un primer Centre de Formació situat a l'avinguda Pearson de Barcelona, inaugurat el 12 de juliol del 1983 per tal de formar les primeres promocions del cos de Mossos d'Esquadra en ple procés de refundació. A l'acte d'inauguració no hi van assistir ni el delegat del govern ni els quatre governadors civils, ja que exigien que la Junta de Seguretat de Catalunya havia d'haver aprovat prèviament el programa de formació.[16] El primer director del centre fou Ildefons Valls.[16]
Poc després la Llei 27/1985 va crear oficialment l'Escola de Policia de Catalunya, ja a Mollet del Vallès. En aquell moment tenia per objectiu principal la formació de les futures promocions de Mossos d'Esquadra que havien d'omplir un cos que, fins aquell moment, tenia tan sols uns centenars de membres i era purament simbòlic. També havia de ser l'escola on es formessin els membres de les policies locals catalanes. El següent director de la institució va ser des del desembre del 1988 el polèmic Jesús Maria Rodés.[17], qui aprofitaria el gran impuls que van significar els Jocs Olímpics del 1992 per fer de l'escola la seu de les proves de tir olímpic i així poder construir les instal·lacions amb l'envergadura necessària per a les futures promocions.[17] Gràcies a la tasca de l'Escola el 1994 va poder començar el desplegament dels Mossos d'Esquadra començant per la comarca d'Osona. Rodés, però, va acabar sent cessat i per aquest motiu el novembre del 1994 el director de l'Escola va passar a ser Francesc Falgueras[18] fins al juliol del 1996.
El 2007 va canviar de nom per passar a dir-se Institut de Seguretat Pública de Catalunya arran del fet que altres oficis relacionats amb la seguretat catalana també hi havien traslladat la seu de la seva formació. Com havien fet, per exemple, els Bombers de la Generalitat el 1995.

## Lloc i edificis d'interès

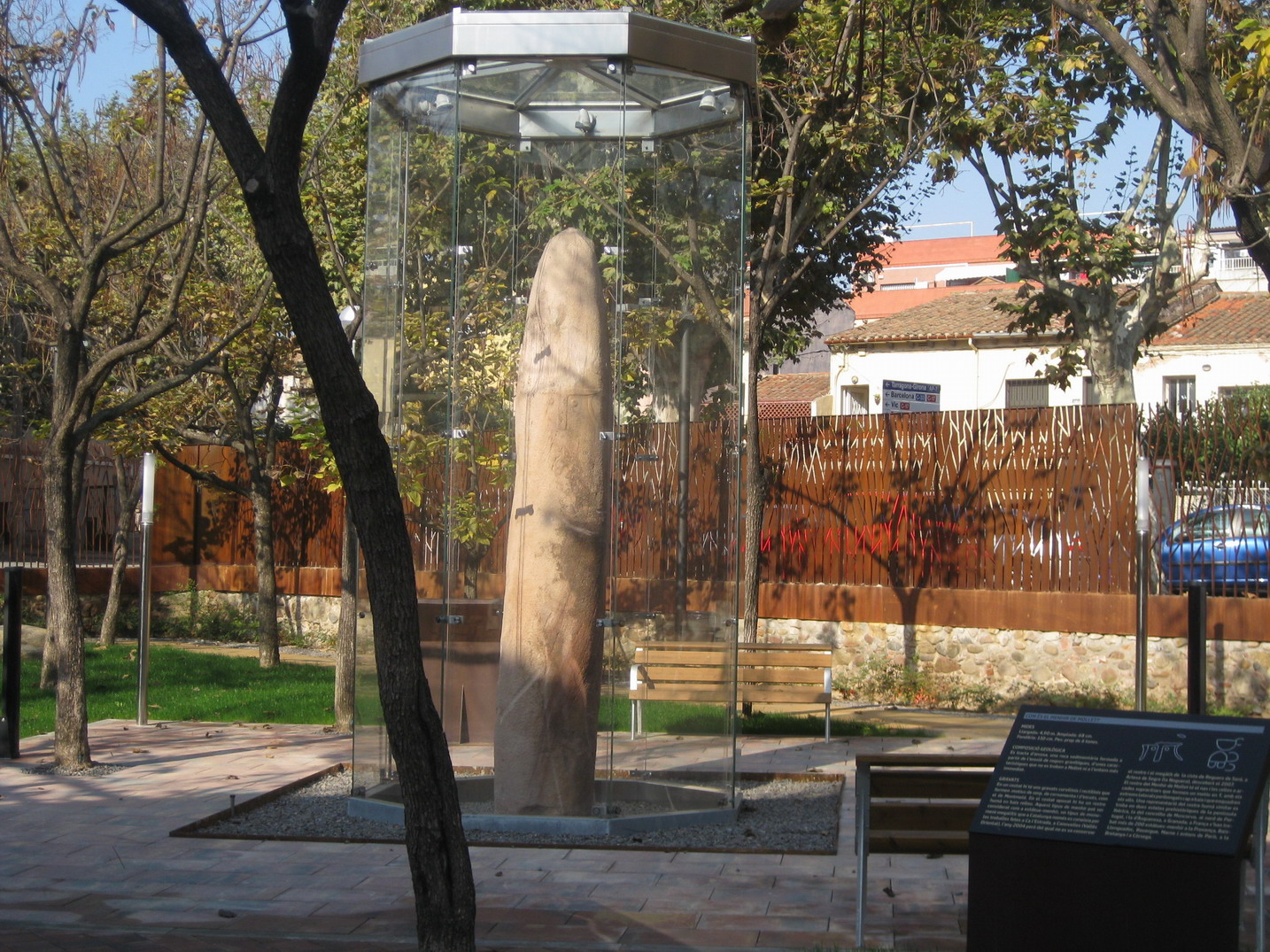
Emplaçament actual del Menhir de Mollet al Parc de Can Mula.

- Menhir de Mollet. Data de l'època del Neolític, entre 3000 i 4000 anys a.C., i va ser descobert durant l'excavació de l'obra de construcció del parc de les Pruneres al Pla de les Pruneres. Les seves grans dimensions (cinc metres de llargada i sis tones de pes) fan que es tracti d'una troballa arqueològica extraordinària a Catalunya. Exposat de manera provisional en el parc de Can Mulà.

- Museu Abelló, museu d'art inaugurat el 1999.

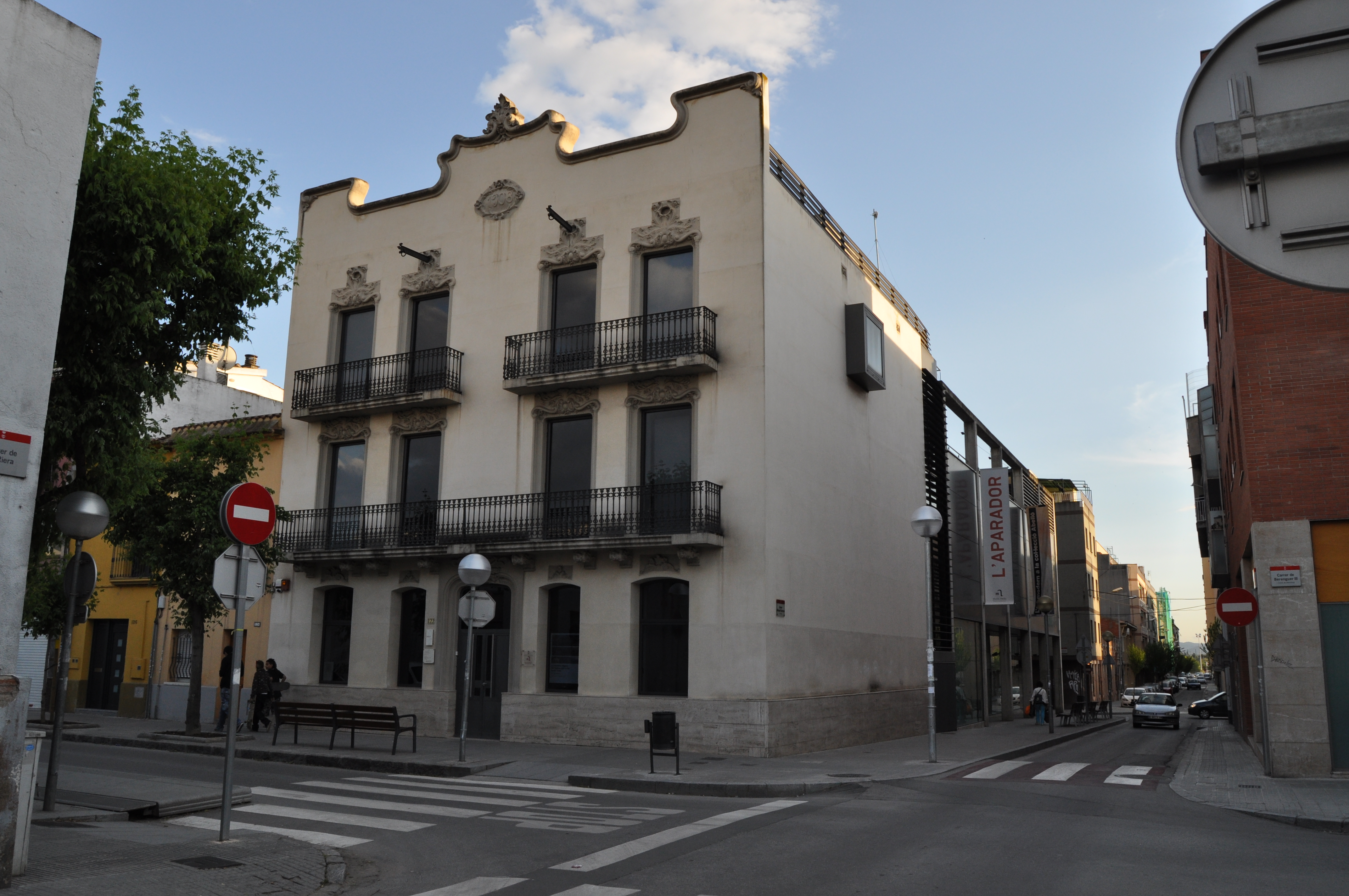
Museu Abelló, a Mollet del Vallès.

- Museu Isern de la Moto, mostra de motocicletes de procedències i èpoques diverses.

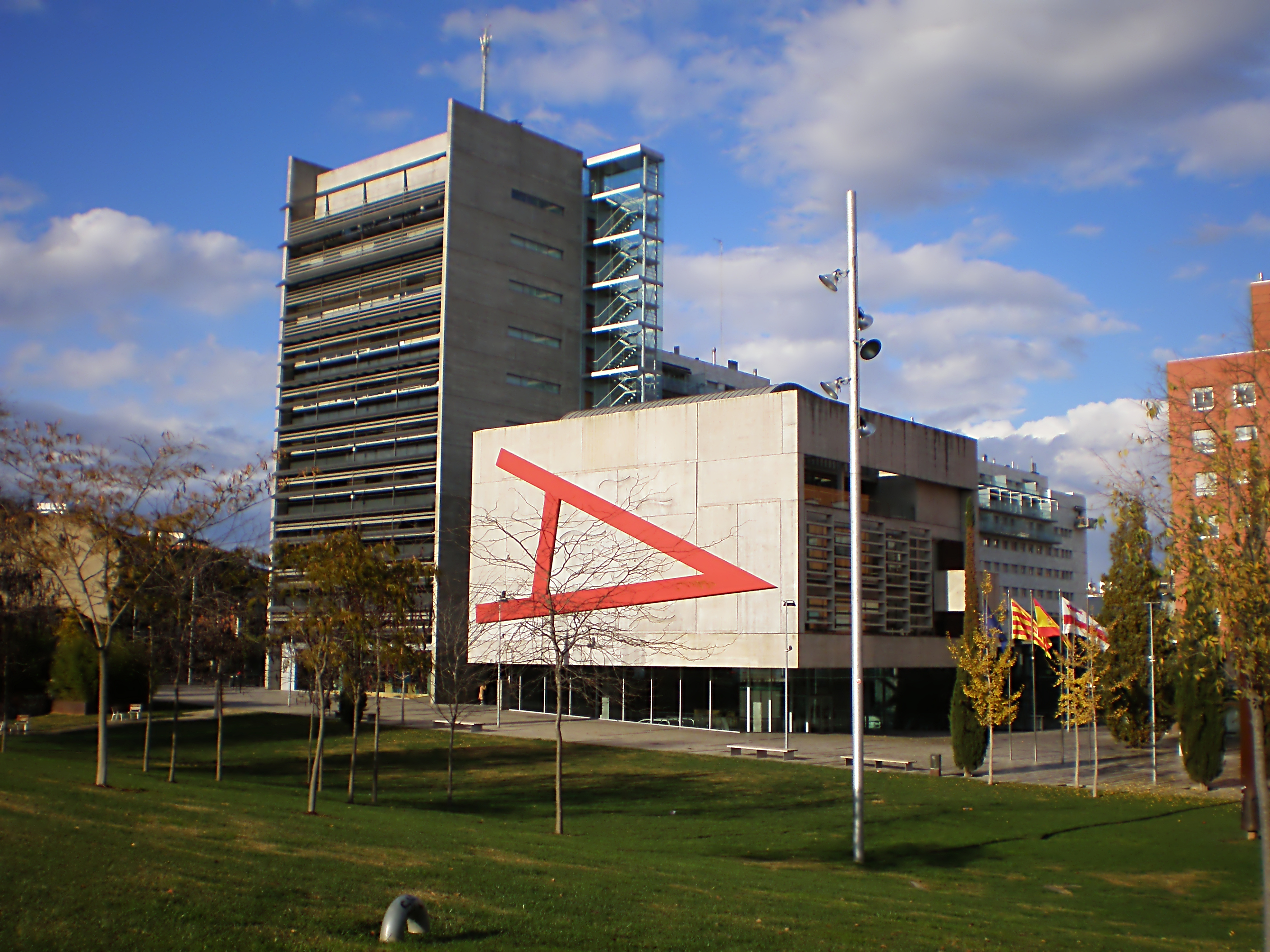
"A" de la façana de l'Ajuntament de Mollet del Vallès, obra de Joan Brossa.

- La "A" de la façana de l'ajuntament. El 21 de desembre de 1998 Joan Brossa signava l'original d'aquesta obra d'art, un immens mural que presideix la nova Casa de la Vila i que és un nou símbol de la ciutat. Aquesta "A" uneix la modernitat de la nova Casa de la Vila amb la història representada per un moll de l'escut civil de la portada de l'església de 1498, i les onades d'un segell municipal de 1771. Nou dies després d'aquest acte, Brossa moria i el mural s'inaugurava, juntament amb la nova Casa de la Vila, el 9 de novembre de 2002.
- Font modernista. Es va inaugurar l'any 1921; l'autor era Domènec Sugrañes, deixeble de Gaudí i que durant uns anys va treballar a l'Ajuntament de Mollet com arquitecte municipal. En aquella època, els veïns i veïnes, com que no tenien aigua corrent, hi anaven a omplir garrafes d'aigua. L'any 1961 la Corporació presidida per l'alcalde Francesc Llorens va enderrocar la font i va reurbanitzar la plaça; al seu lloc hi van col·locar un sortidor. L'any 1983, ja en democràcia, l'Associació de Veïns del Centre va fer una subscripció popular i la font es va reconstruir.
- Gegant. Aquesta escultura cilíndrica de ferro rovellat té una alçada de cinc metres i mig i simbolitza la figura d'un gegant. Una de les seves característiques principals és que bascula i gira com si fossin les faldilles d'un gegant. Guanyadora d'entre nou obres del concurs d'escultures, commemora la designació de Mollet com a XVIII Ciutat Gegantera de Catalunya. Es va inaugurar el 3 de maig de 2003 enmig de milers de persones i centenars de gegants vinguts d'arreu del país, el dia en què la nostra ciutat es va convertir en la capital del món geganter.
- Santa Maria de Mollet. Escultura en pedra damunt d'un pedestal, tocant a l'església de Sant Vicenç. Al voltant de l'església hi havia la sagrera, espai de trenta passes al seu voltant, que recollira cases, horts i cementiri, i protegia els vilatans en cas d'atacs. El monument a Maria Santíssima es va beneir i inaugurar sota l'advocació de Reina de Mollet, com a record de la Santa Missió que es predicà aquell any. La imatge és motiu de molta veneració i el jardinet que l'envolta està sempre ple de rams de flors i espelmes.

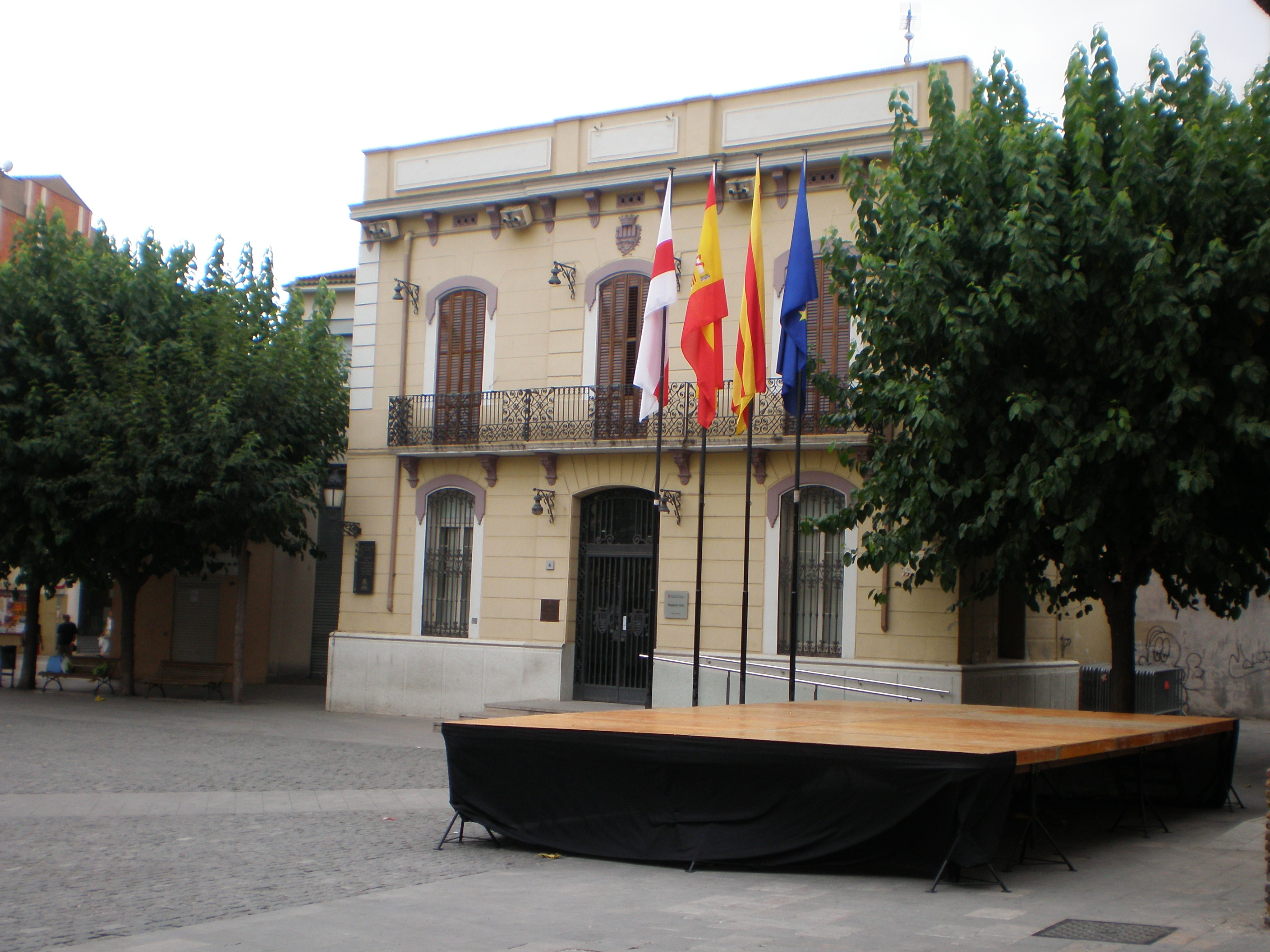
Antiga Casa de la Vila.

- Antiga Casa de la Vila. L'antiga Sala de Plens exposa un quadre de grans dimensions de Joan Abelló. Al voltant de la plaça Prat de la Riba hi ha dos edificis històrics amb finestres esculpides. Des de 2003 és la seu del Síndic Personer. La nova Casa de la Vila es troba a la plaça Major.
- Can Gomà. Edifici que albergà el celler i les caves subterrànies del xampany Gomà. Ara, remodelat, acull el Teatre Municipal i l'Escola Municipal de Música, i és seu de diverses entitats.
- La Marineta. Antiga masia del segle xvi que a partir del xix es va convertir en hostal, quan els propietaris, la família Calderó, la va arrendar. A la façana, té una finestra noucentista, del 1920, dissenyada per Josep Goday, i esgrafiats. Era parada i fonda de viatgers i diligències del camí ral de Barcelona a Vic. A principis del segle xx el propietari, Miquel Bosch de Calderó, hi va fer reformes, els actuals esgrafiats de la façana i li posà el nom de Marinette, en honor de la seva dona, Maria Damm. Els darrers anys els propietaris, Canals i Llavina, s'encarregaren del restaurant i bar i fou centre de trobades de celebracions i entitats. L'Ajuntament la va comprar l'any 1984, la va restaurar i la convertí en un centre cultural.
- Església parroquial de Sant Vicenç. La base del campanar és l'únic vestigi que es conserva de l'antiga església gòtica, construïda l'any 1498 i destruïda l'any 1936 durant la Guerra Civil. La façana de l'església, té un relleu en pedra que representa la Verge Maria en el moment que el seu fill Jesús, mort, és desclavat de la creu. Col·locat el 18 d'agost de 2002, recorda la celebració del Vot de Poble, quan els molletans i molletanes van invocar la Verge davant una epidèmia de pesta i en agraïment, van decidir celebrar cada any una festa d'acció de gràcies a la Verge, que és el diumenge següent del 15 d'agost, la Festa Major de Mollet.
- Santa Maria de Gallecs. Església romànica amb vestigis preromànics, situada a Gallecs, al cor d'un dels paratges naturals més importants de la comarca. Al seu voltant hi ha algunes masies d'interès arquitectònic.
- Farmàcia Amadó. Una de les farmàcies més antigues de la ciutat, situada en un edifici singular pel seu portal neogòtic.

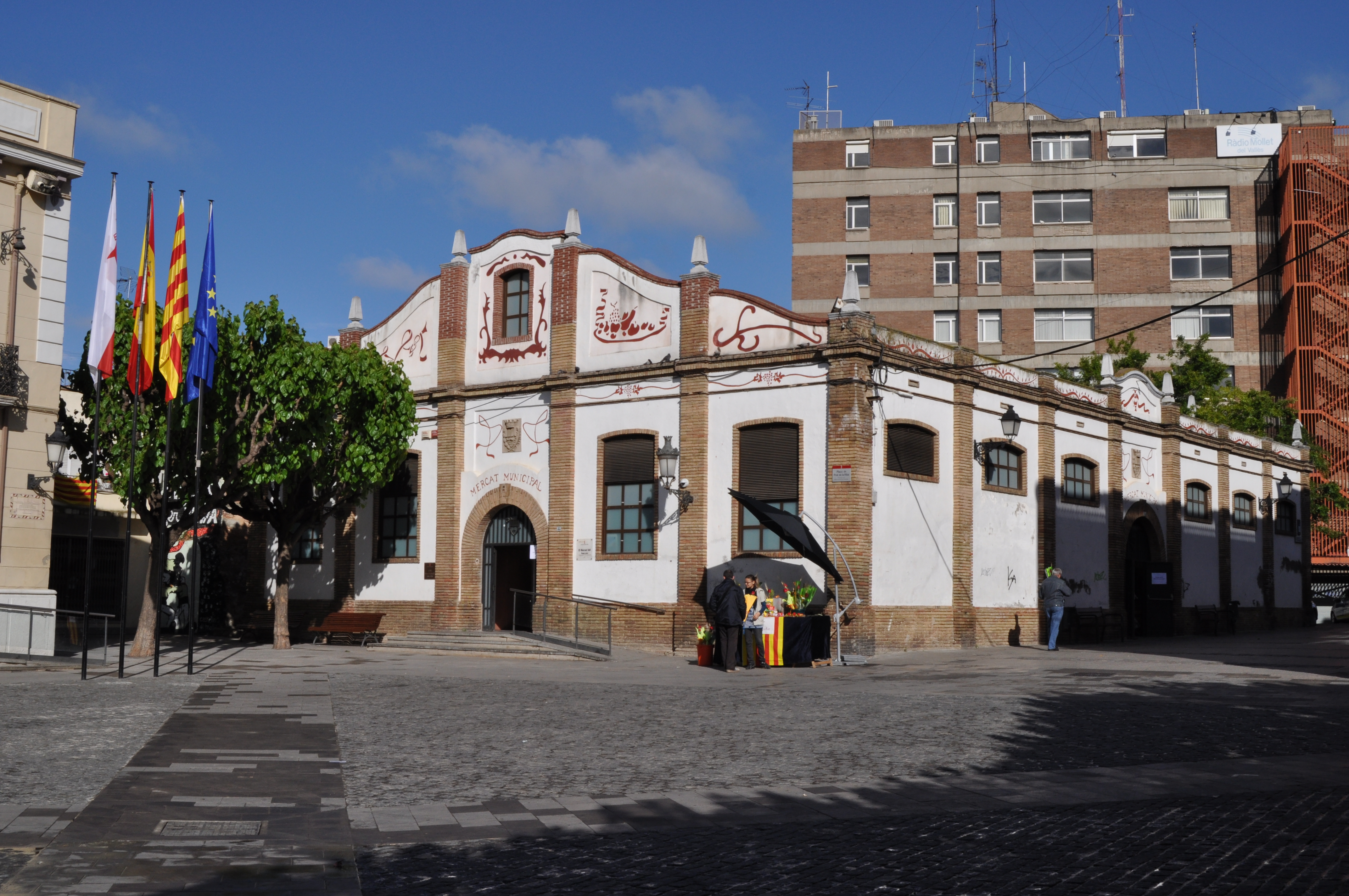
Mercat Vell.

- Mercat Vell. L'any 1935 l'Ajuntament molletà va projectar un mercat cobert. Mollet tenia 6.000 habitants. Per fer-lo, calia expropiar dues superfícies: de la rectoria vella i de Gaietà Vínzia, on hi havia la masia de cal Dragó. L'edifici tenia una nau central, dos pisos i anava des del carrer de Jaume I, on hi havia l'entrada principal amb vestíbul, fins a la plaça Prat de la Riba. També hi havia entrada pel carrer d'Enrique Granados (l'actual Sant Vicenç). Hi preveien botigues, cambres frigorífiques, magatzems, vestidors, sanitaris, dipòsits d'aigua, cuina i menjador. Tot va quedar aturat a causa de la guerra. Després, l'ajuntament franquista continua amb la mateixa idea, però molt més senzilla. L'edifici només preveu una sola planta, i no hi ha cambres frigorífiques, magatzems ni sanitaris. Té 80 parades que se subhasten el 8 d'agost de 1949, a uns preus de sortida de 2.500 pessetes les petites i 4.200 les grans. S'inaugura el 19 d'agost de 1949 i es tanca el 27 de gener de 1996. Després, provisionalment s'hi instal·la l'Arxiu Municipal i ara és un espai per a celebracions culturals i festives.
- Parcs i JARDINS més importants:
  - Mollet del Vallès, disposa avui en dia de 4 parcs importants (a més d'altres parcs)

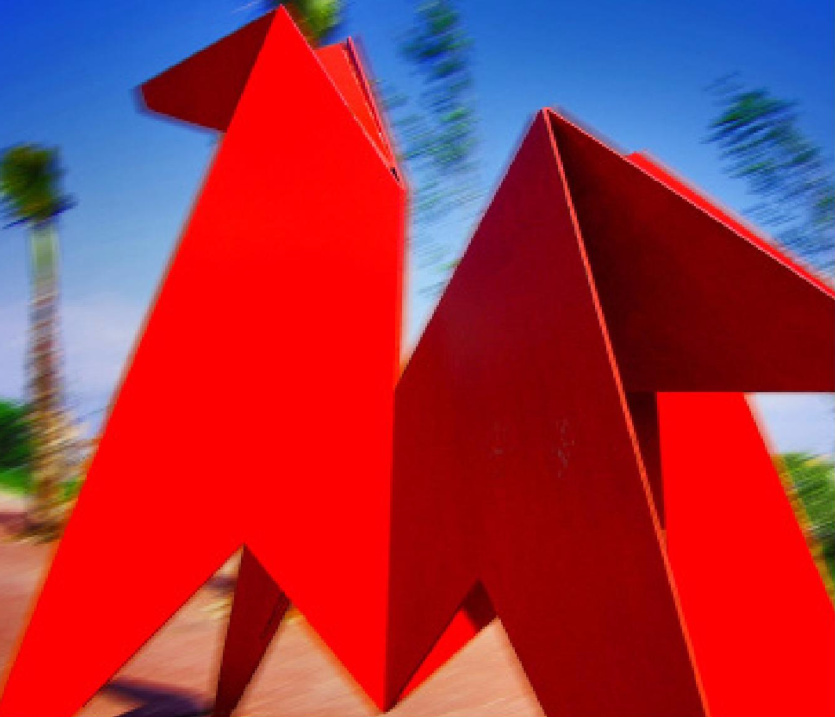
"Cavall Vermell" escultura representant un cavall de paper plegat

  - Parc de Can Mulà
  - Parc dels Colors
  - Parc de les Pruneres
  - "Cavall Vermell" escultura representant un cavall de paper plegatPlaça de Pau Casals

## Transport

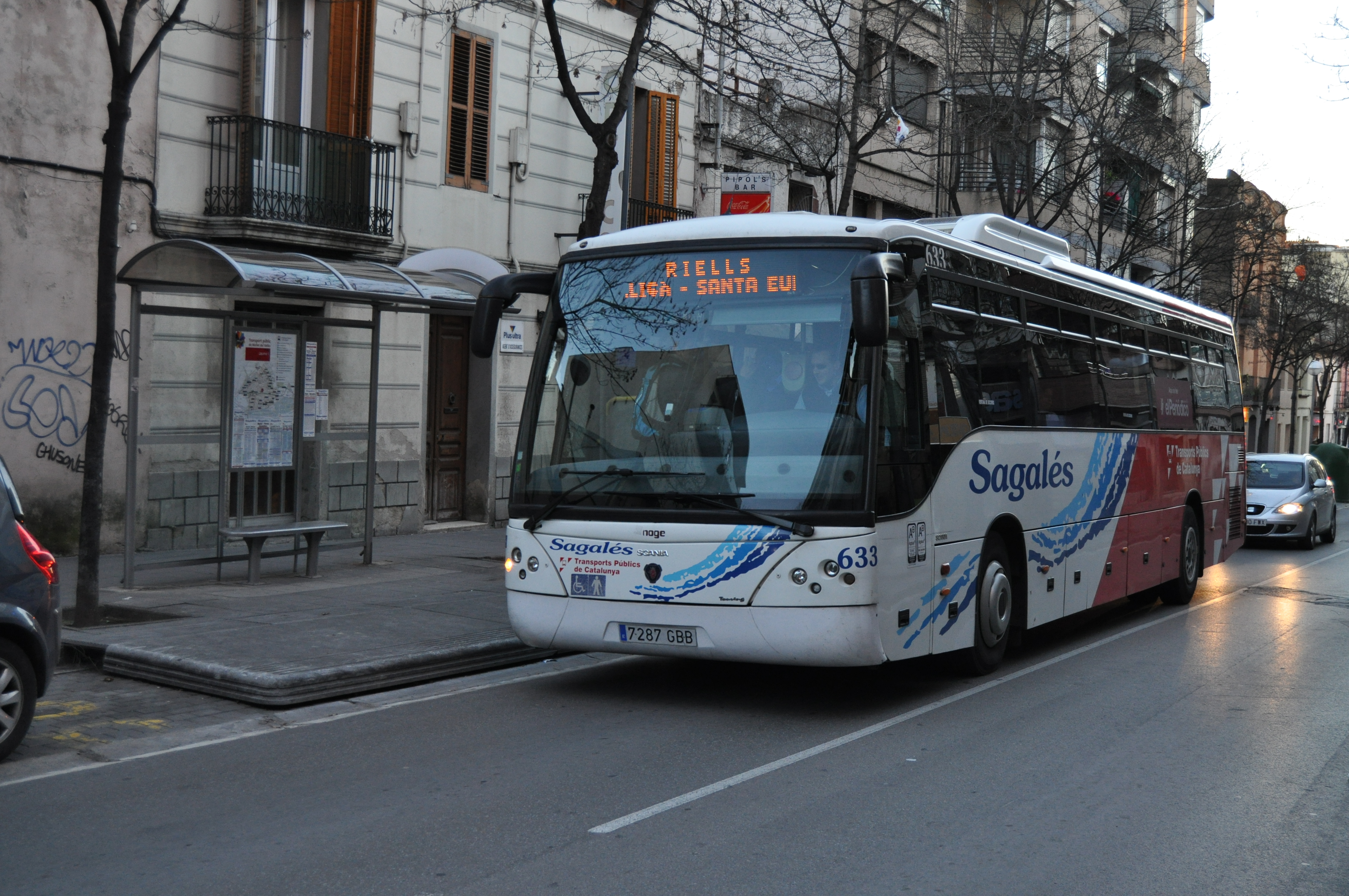
Parada d'autobús de Jaume I en sentit Parets del Vallès, on veiem un autobús cap a Riells.

### Autobús
Hi ha quinze línies d'autobús que recorren el municipi i que serveixen tant per a anar a altres localitats com per moure's dins de Mollet. La targeta urbana i la targeta integrada de l'Autoritat del Transport Metropolità són vàlides per a aquestes línies dins de la ciutat.
- Línia 1, autobús urbà

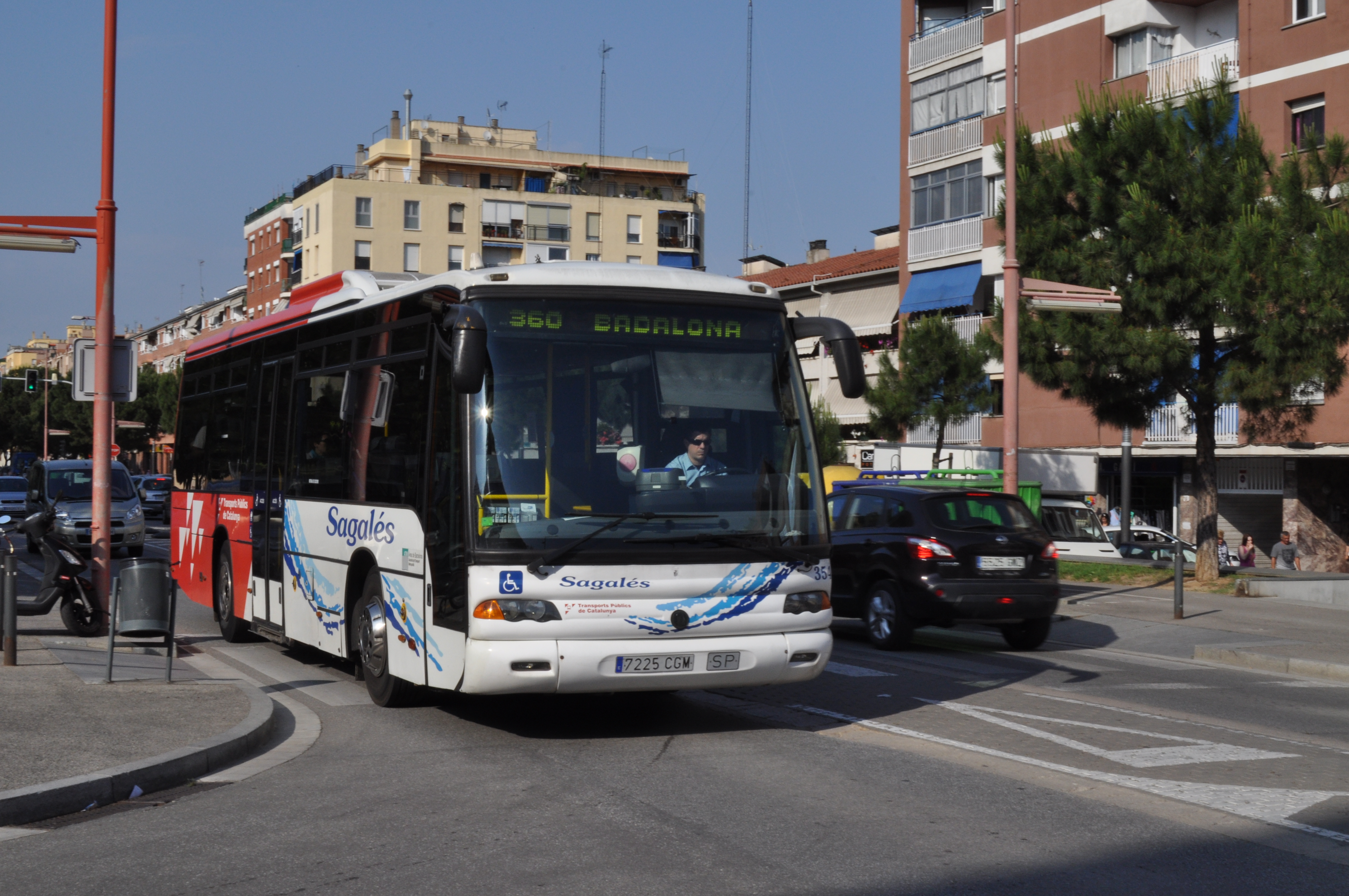
Autobús de la línia Sabadell-Badalona per l'avinguda Antoni Gaudí.

- Línia 320, Barcelona – Mollet (per carretera)
- Línia 330, Mollet – Granollers
- Línia 303, Barcelona – Mollet – Riells
- Línia 302, Barcelona – Mollet – Parets – Lliçà de Vall
- Línia 501, Barcelona – Mollet – Montornès Nord
- Línia 360/361/362, Badalona – Mollet – Sabadell
- Línia 355-356, Martorelles - Mollet
- Línia N71, Barcelona – Mollet – Granollers (nocturn)
- Línia 389 Mollet - Sant Fost (L'Albús, servei urbà de Sant Fost)
- Línia 365, Universitat Autònoma (UAB) - campus de Bellaterra - Mollet - Santa Perpètua de Mogoda
- Línia 240, Caldes de Montbui - Palau-solità i Plegamans - Mollet (Hospital)
- Línia 345, Parets del Vallès - Mollet (Hospital) - Santa Perpètua de Mogoda
- Línia 376 Mollet - Martorelles polígons industrials - Mollet polígons industrials (Can Magarola)
- Línia e21, Barcelona - Mollet per autopista

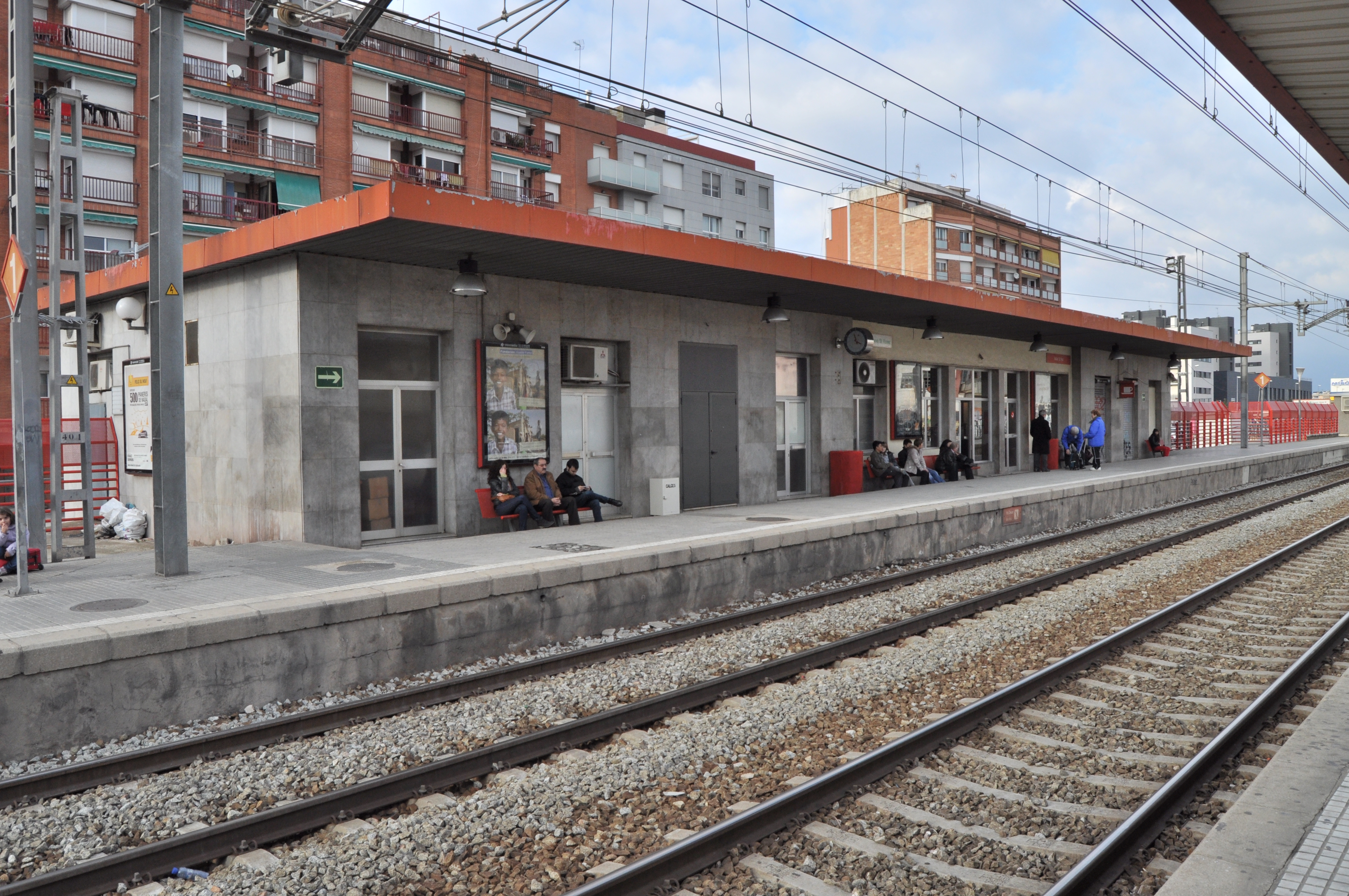
Estació de Mollet - Sant Fost.

### Tren
Mollet té dues estacions de tren: Mollet - Sant Fost i Mollet - Santa Rosa.
A la primera hi trobem dues línies (R2 i la R8), que permeten la connexió de Mollet amb l'aeroport del Prat, Granollers, Barcelona, la Universitat Autònoma de Barcelona, Martorell, etc., mentre que en la segona hi ha la línia R3 (i en un futur la línia orbital), que permet la connexió amb l'Hospitalet de Llobregat, Vic, La Tor de Querol, etc.

### Carretera

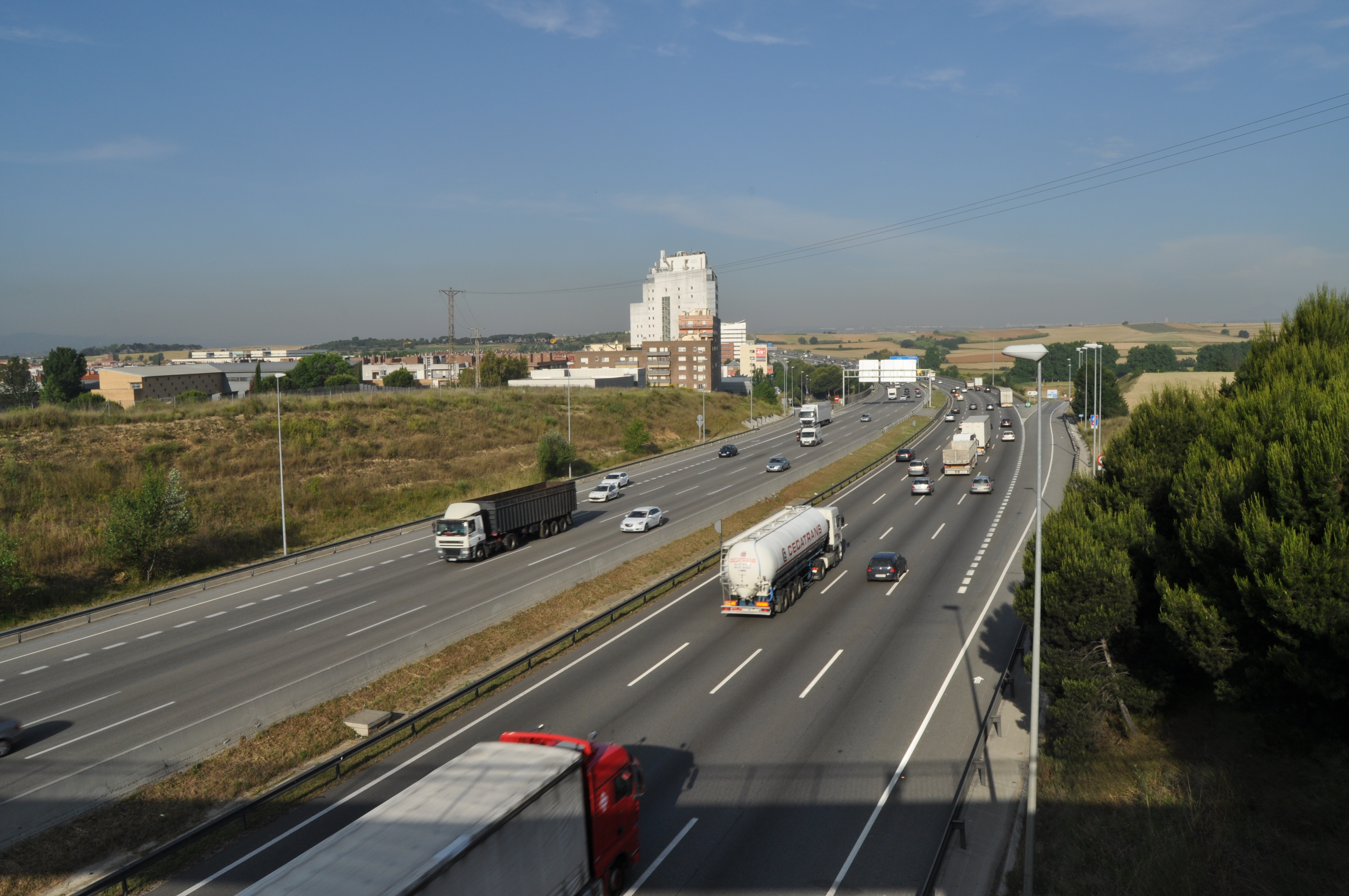
Autopista de la Mediterrània (AP-7) a Mollet del Vallès.

- Autopista AP-7. Hi ha una sortida de l'autopista direcció sud que enllaça amb l'avinguda d'Antoni Gaudí, que és l'eix central de la ciutat. Hi ha una altra sortida direcció nord al barri de Can Borrell.

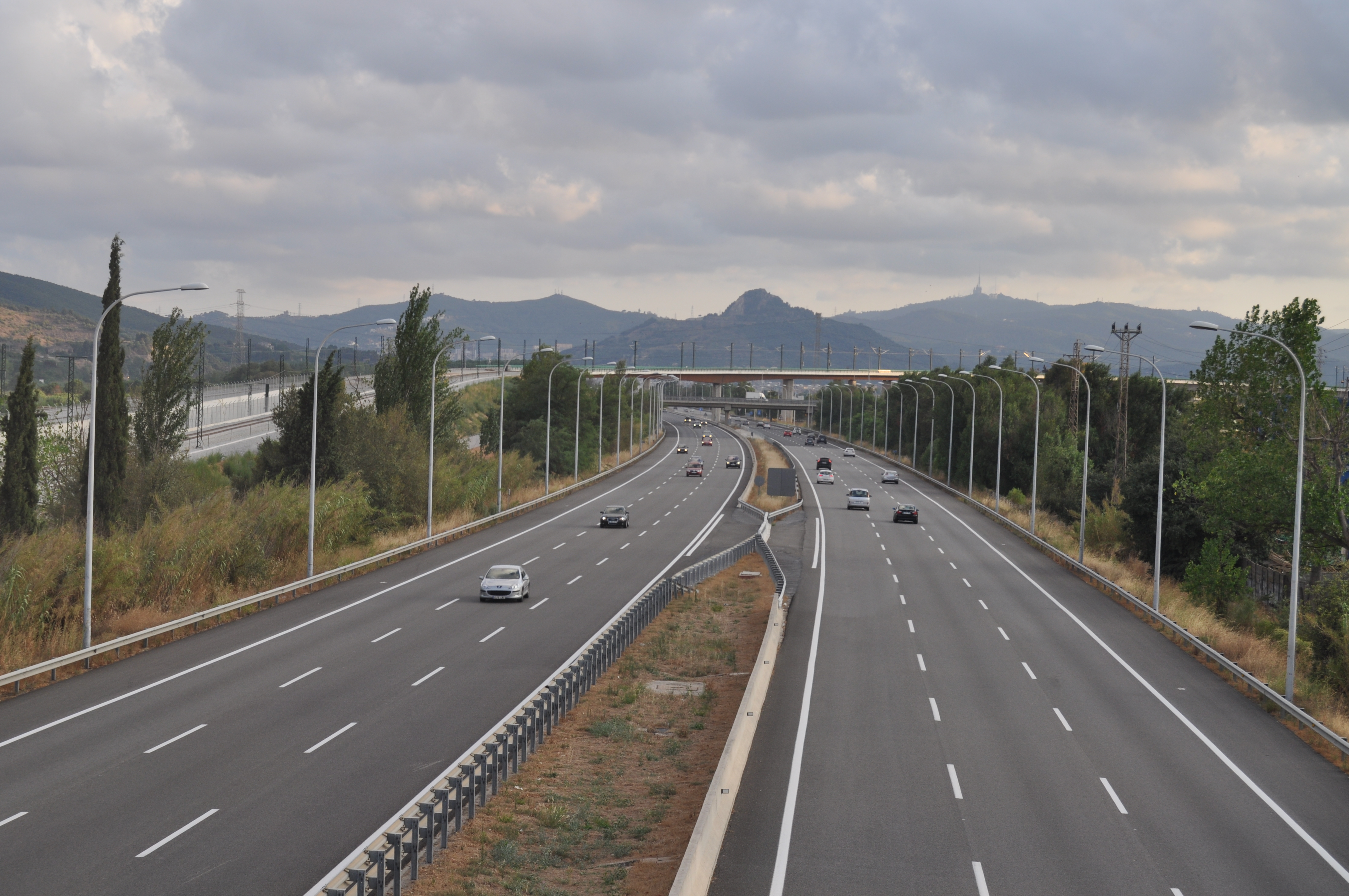
Autopista C-33 a Mollet del Vallès.

- Autopista C-33. La sortida 1 de l'autopista enllaça amb la carretera C-59, direcció Caldes de Montbui, i amb l'avinguda de Burgos. La sortida 2, de Parets, permet accedir a les zones industrials.

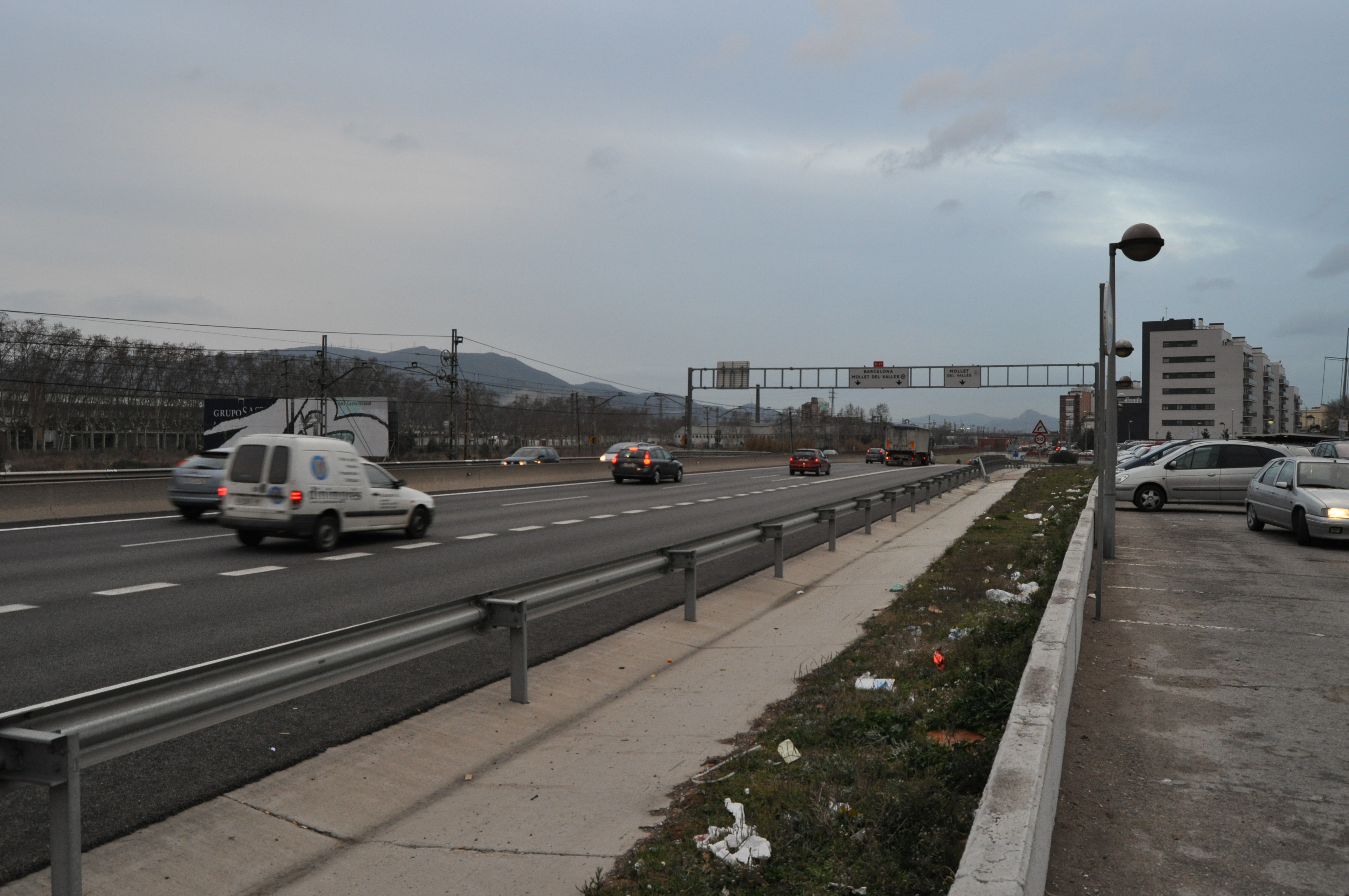
L'Autovia C-17 al seu pas per Mollet del Vallès.

- Carretera C-17. La sortida nord permet accedir al carrer de Can Flequer i és l'accés als polígons industrials de Can Prat i de Can Magarola, i a la zona industrial de Martorelles. La sortida sud enllaça amb l'avinguda de Badalona i amb la carretera B-500.

- Carretera B-500. La carretera de la Conreria, que comunica Mollet amb Badalona, arriba a la plaça de Pau Casals, davant mateix de la Casa de la Vila.

- Carretera C-59. Eix viari que enllaça les autopistes C-33 i A-7 amb Mollet, Palau-solità i Plegamans, Caldes de Montbui i altres municipis del Vallès. L'accés a Mollet des d'aquesta carretera es pot fer per diversos llocs.

- Carretera B-140. Antiga carretera local que comunica Mollet amb Santa Perpètua de Mogoda i que és la continuació de l'avinguda de Rafael Casanova.

## Política
Llista d'Alcaldes de Mollet del Vallès:
| Anys      | Nom                          | Partit |
| --------- | ---------------------------- | ------ |
| 1979-1983 | Anna Bosch i Pareras         | PSUC   |
| 1983-1987 | Carme Coll i Truyol          | PSUC   |
| 1987-1991 | Montserrat Tura i Camafreita | PSC    |
| 1991-1995 | Montserrat Tura i Camafreita | PSC    |
| 1995-1999 | Montserrat Tura i Camafreita | PSC    |
| 1999-2003 | Montserrat Tura i Camafreita | PSC    |
| 2003-2007 | Josep Monràs i Galindo       | PSC    |
| 2007-2011 | Josep Monràs i Galindo       | PSC    |
| 2011-2015 | Josep Monràs i Galindo       | PSC    |
| 2015-2019 | Josep Monràs i Galindo       | PSC    |
| 2019-2022 | Josep Monràs i Galindo       | PSC    |
| 2022-     | Mireia Dionisio Calé         | PSC    |

## Cultura

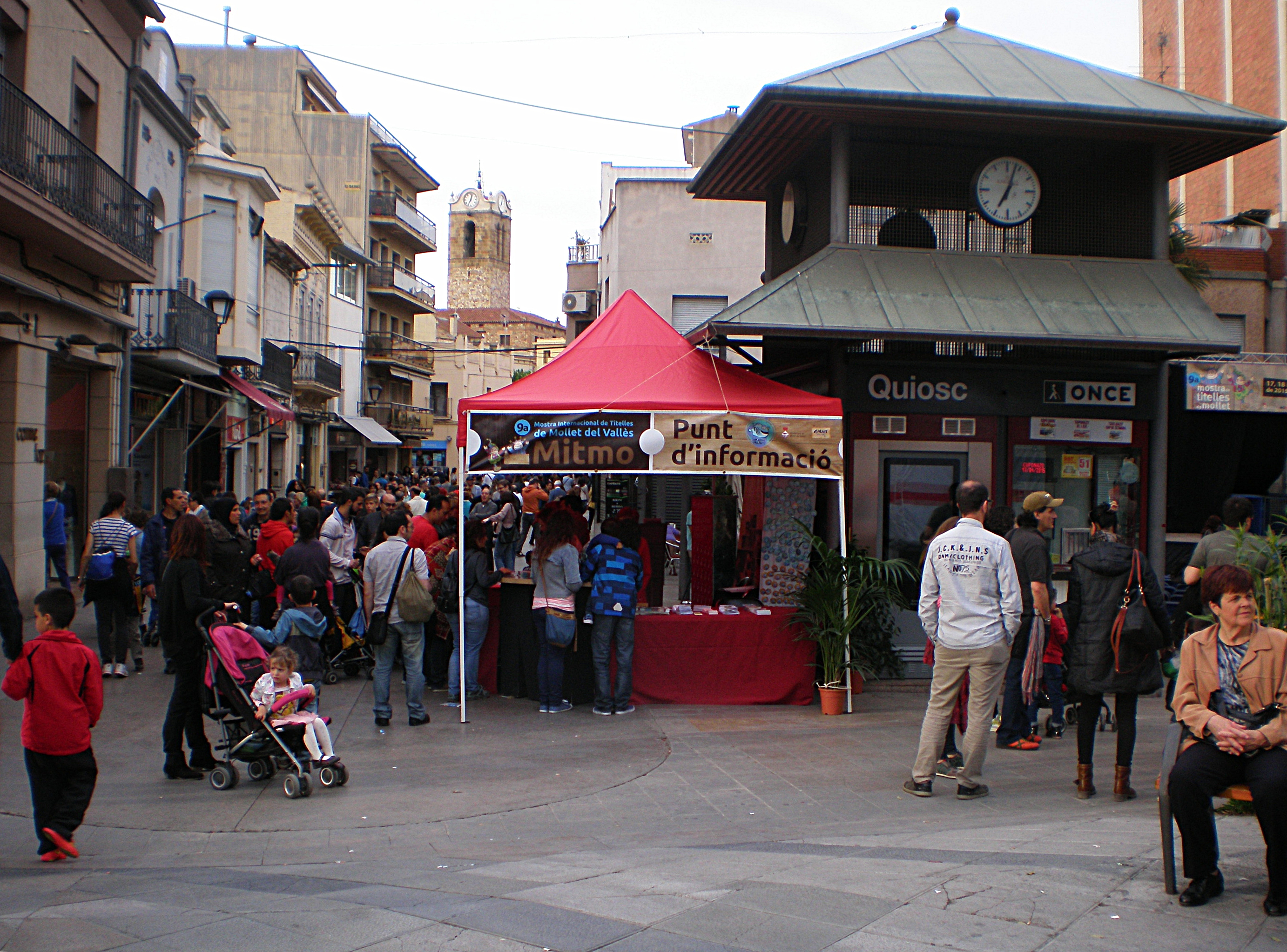
Mostra Internacional de Titelles de Mollet, MITMO 2015.

Del calendari de fires i festes de Mollet del Vallès, destaquen:
- Festa major: la segona quinzena d'agost. Els actes més destacats són: pregó, correfoc, ball del Moll Fer, trobada de gegants, diada castellera, encesa del campanar i les competicions de les colles de la festa major: morats i torrats.

- Festa de Sant Vicenç, patró de la ciutat: el 22 de gener.

- Fira d'artesans: el cap de setmana següent a l'onze de setembre. S'organitza en els carrers del nucli antic de la ciutat, amb l'objectiu de difondre l'artesania i els oficis artesans entre la població. Els participants ofereixen el seu producte i fan demostracions de la seva feina.

- FiraMollet: fira comercial multisectorial del comerç, els serveis i la indústria local i comarcal, amb l'objectiu de promoure la ciutat, reafirmar el nivell professional i innovador dels comerços i afavorir el desenvolupament econòmic i social de la ciutat i del Baix Vallès. S'organitzava cada dos anys el primer cap de setmana d'octubre. La pròxima edició serà, però, la primavera de 2013.

- Caminada nocturna: cada any al mes de setembre el Club Muntanyenc Mollet organitza una excursió nocturna des del centre de Mollet fins a l'espai rural de Gallecs.

- Des del 2007, cada any se celebra la Mostra Internacional de Titelles de Mollet del Vallès (MITMO).[12]

- El ball del Barraló: és una tradició que s'ha recuperat. És una festa que se celebrava antigament a Mollet durant Carnaval. Tothom es vestia amb roba que tenia per casa i una màscara i feien balls al voltant d'un barril, per això ball del Barraló. Ara mateix, l'Esbart Dansaire de Mollet amb els Carnamolles el cap de setmana anterior a Carnaval fan el ball del Barraló per donar la benvinguda al Carnestoltes a la Plaça Prat de la Riba.[cal citació]

## Mitjans de comunicació: Vallès Visió
Vallès Visió, la televisió digital pública del Vallès Oriental, és un canal gestionat pel Consorci Teledigital Mollet, integrat per 9 municipis de la zona sud del Vallès Oriental: Mollet del Vallès, Parets del Vallès, Montornès del Vallès, La Llagosta, Montmeló, Sant Fost de Campsentelles, Martorelles i Vallromanes.
Va iniciar les seves emissions regulars el 25 de març de 2010, després d'emetre –en fase de proves- des del 19 de febrer. Gràcies a la TDT arriba amb la màxima qualitat a tota la demarcació del Vallès Oriental i en alguns municipis de l'Occidental, i l'audiència potencial és propera als 400.000 telespectadors.
La graella del canal consta de programes de producció pròpia i d'altres procedents de la Xarxa Audiovisual Local. Entre els continguts de proximitat hi ha espais d'informació local, entrevistes, debats, reportatges d'actualitat, esports, cinema, càpsules infantils amb la participació de les escoles, un programa de participació infantil, un contenidor cultural i un espai de lliure opinió, a més d'altres programes especials.

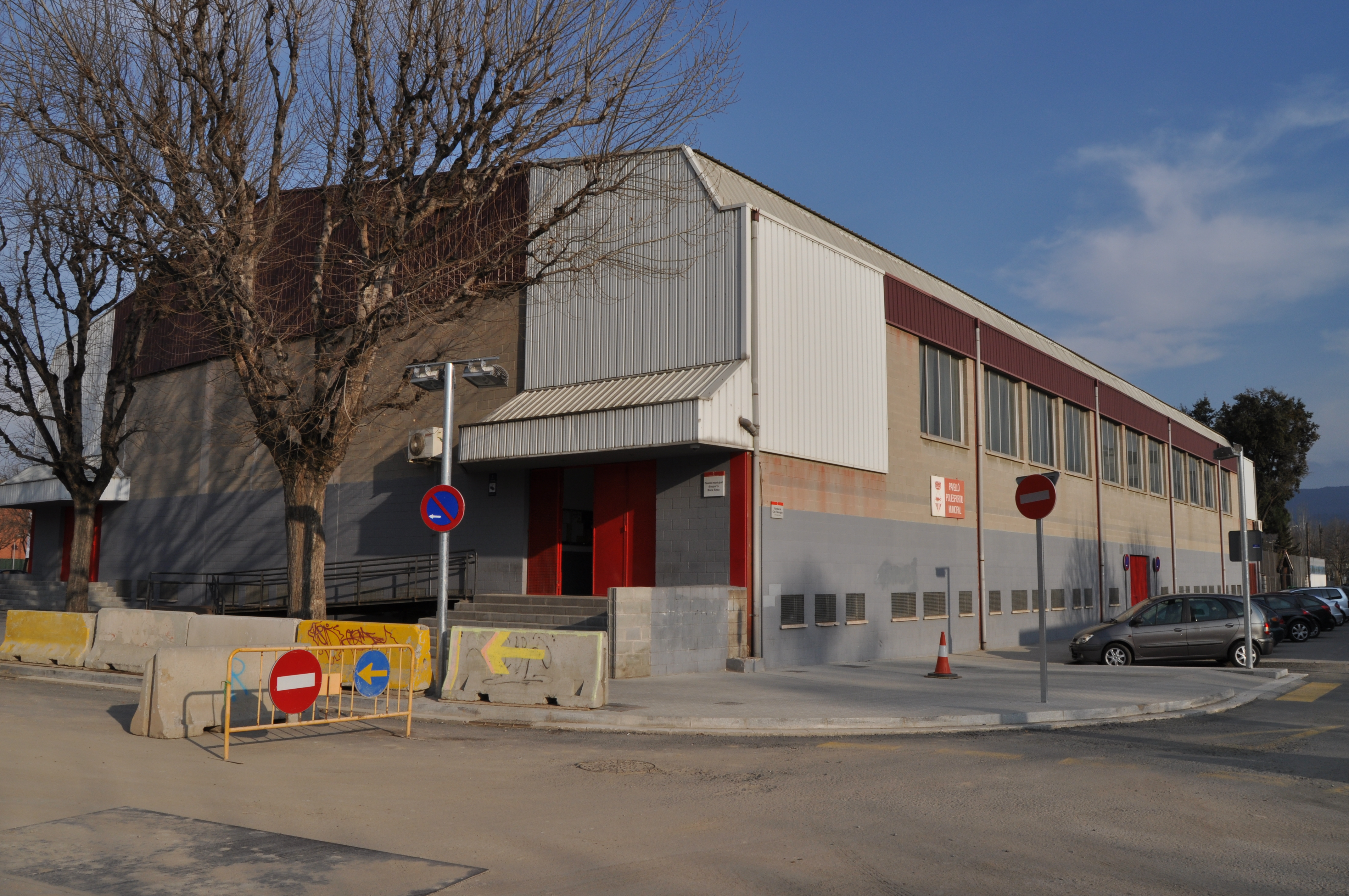
Pavelló Municipal d'Esports Riera Seca.

## Esports
Mollet compta amb diverses instal·lacions esportives: poliesportius, camps de futbol, pistes d'atletisme, de tennis i pàdel, gimnàs i piscina pública "Can Arimon", entre d'altres. Entre 1974 i 1980, la ciutat tingué un circuit de motocròs, ubicat a la zona de Gallecs.
L'any 1992 va ser subseu olímpica dels Jocs Olímpics de Barcelona'92. Es van disputar les competicions de tir en el seu camp de tir.

## Personatges coneguts

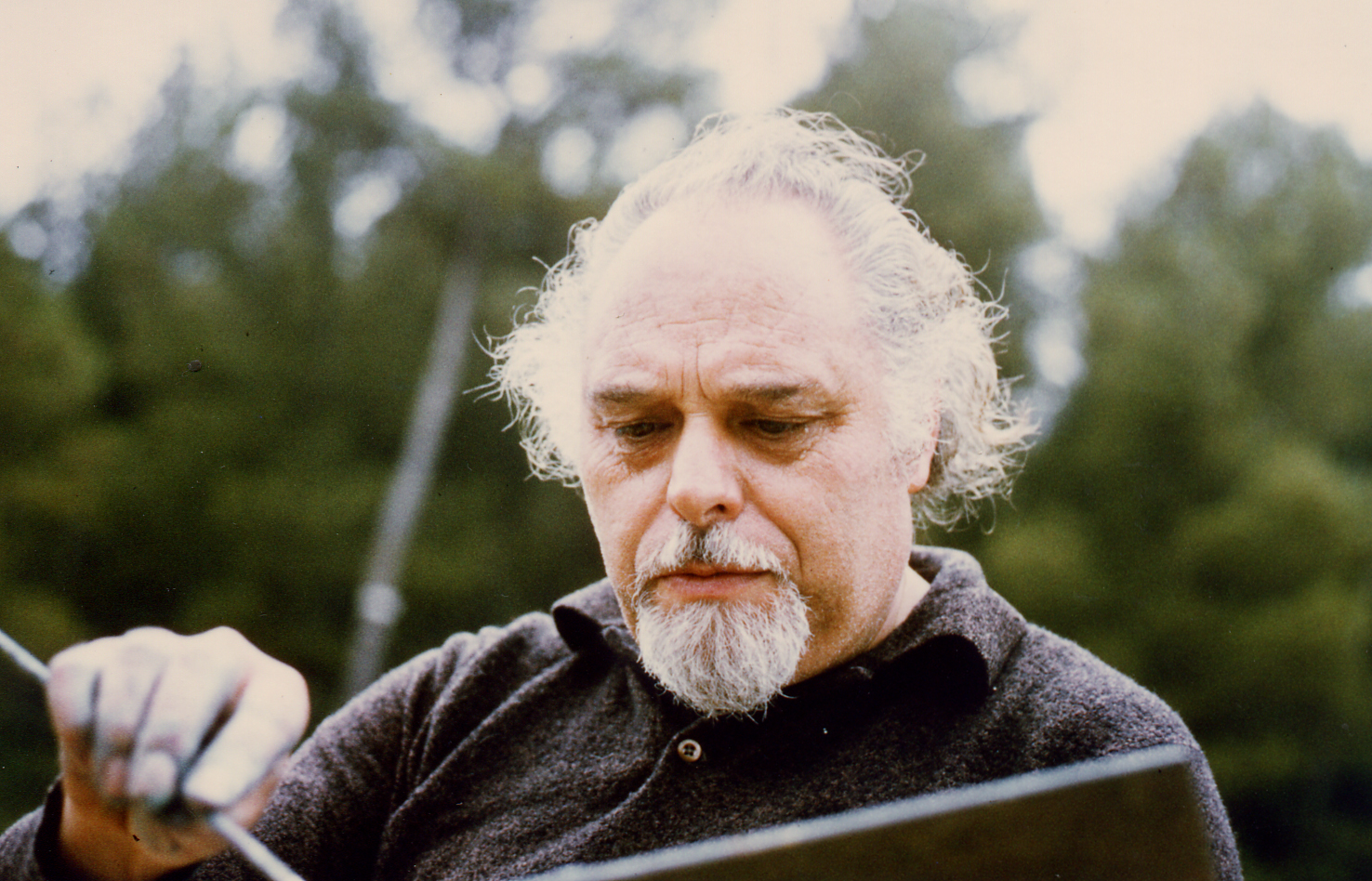
Joan Abelló i Prat.

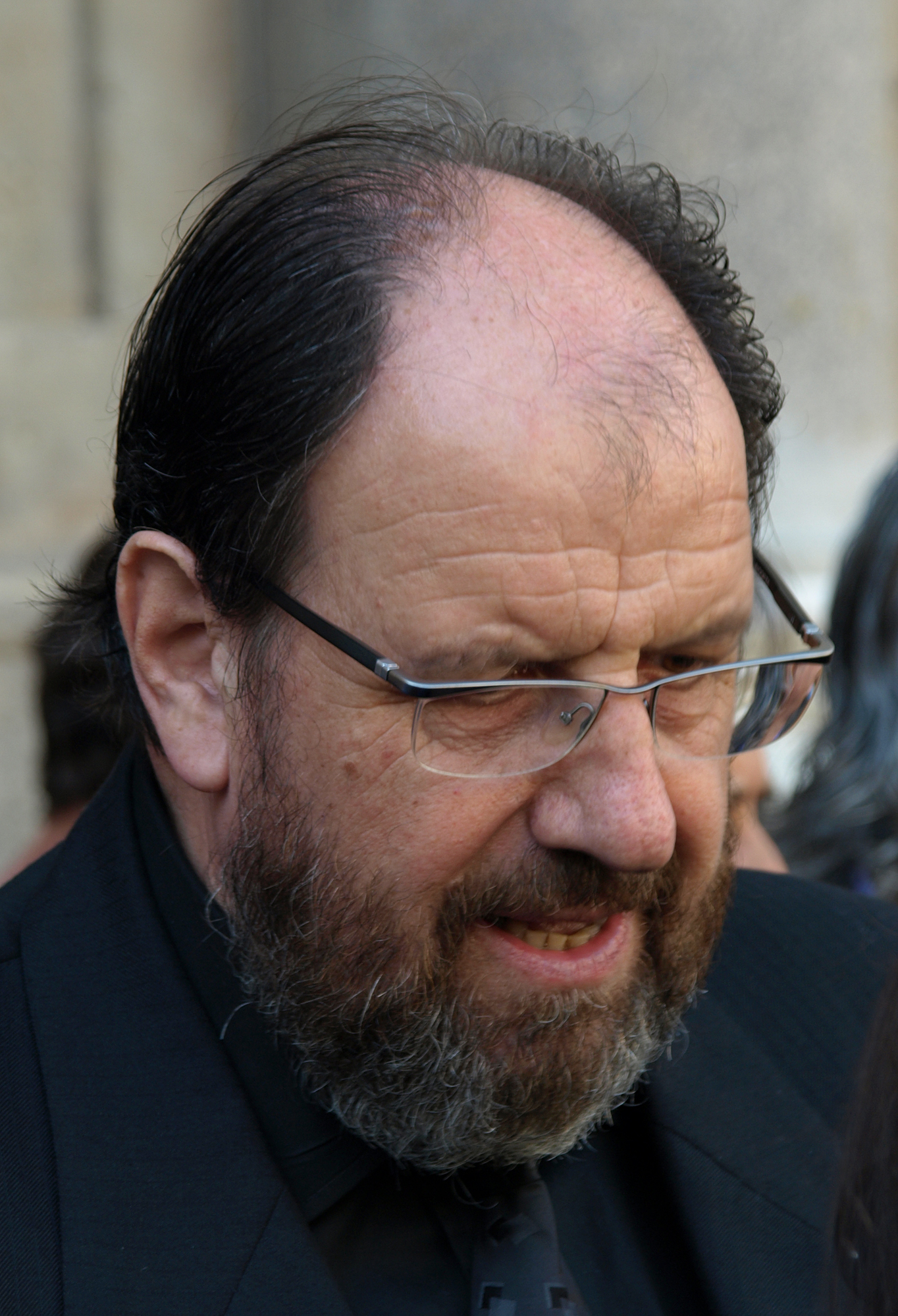
Josep Maria Pou i Serra.

- Llista d'alcaldes de Mollet del Vallès
- Joan Abelló i Prat, pintor (1922-2008)
- Josep Maria Pou i Serra, actor i director de cinema, teatre i televisió (1944)
- Josep Solà i Sànchez, músic (1930-2009)
- Jordi Solé i Tura, polític i un dels pares de la Constitució Espanyola de 1978 (1930-2009)
- Montserrat Tura i Camafreita, política, ex-consellera d'Interior i de Justícia de la Generalitat de Catalunya (1954)
- Mojinos Escozíos, grup de música fundat a Mollet, d'on són alguns dels seus components
- Anna Simon i Marí, periodista i presentadora (1982)
- Frank Blanco, presentador de ràdio dels 40 Principales (1975)
- Josep Isern, comerciant i promotor de motociclisme (n. 1940)
- Ruth Jiménez i Moreno, presentadora de televisió (1977)
- Jaume Barberà, director i presentador de televisió (1955)
- Sonia Sanz, periodista esportiva de la Cadena Cope (1979)
- Goyo Martínez, periodista i escriptor nascut a Lleó (1967)[13]
- Neus Ballús, directora i guionista de cinema (n. 1980)
- Alèxia Putellas, futbolista del FC Barcelona

## Ciutats agermanades
- Rivoli, Itàlia. La ciutat de Mollet del Vallès es va agermanar amb la ciutat italiana de Rivoli, el protocol d'agermanament es va signar a la ciutat italiana el 27 de setembre de 1986 i a Mollet el 28 de febrer de 1987. Es va concloure, així, un procés de relacions i intercanvis que es van iniciar el 1981 a Madrid, en el marc d'una assemblea del Consell de les Ciutats Unides d'Europa. A partir de l'any 1998, hi va haver diversos contactes i reunions de reforç entre els dos consistoris per intensificar les relacions entre les dues ciutats agermanades sota el lema "Europa i la pau, a través dels joves". En els últims anys, el treball conjunt s'ha fonamentat en intercanvis culturals, administratius i de joves, en què han participat els grups de gegants i de diables, la Banda de Joves Músics i alumnes d'institut, així com grups de joves al marc del Camp de treball europeu, mediambiental i per la Pau, organitzat a Rivoli.

- Cinco Pinos, Nicaragua. La ciutat de Mollet del Vallès i el municipi de San Juan de Cinco Pinos (Nicaragua) van signar el protocol d'agermanament el 16 de maig de 1989 a la Sala de Plens de l'Ajuntament. Des de llavors s'han enfortit els llaços de relació, especialment durant 1998, amb la resposta ciutadana a la situació d'emergència soferta pel poble nicaragüenc després del pas de l'huracà tropical Mitch, tot i que abans ja hi havia una consciència ciutadana d'agermanament solidari. Gràcies als projectes, a les campanyes i els intercanvis institucionals, va ser la gran resposta ciutadana a la campanya d'emergència, la que va consolidar definitivament aquest agermanament en tots els sentits. Des de l'Ajuntament de Mollet del Vallès s'ha anat incrementant el compromís solidari i les aportacions econòmiques en tots els projectes de desenvolupament per oferir als cincopineños un nivell de vida més digne. L'octubre de 2005, vuit ajuntaments del Vallès van signar un manifest per continuar impulsant la col·laboració amb els municipis agermanats del departament de Chinandega.

## Vegeu també

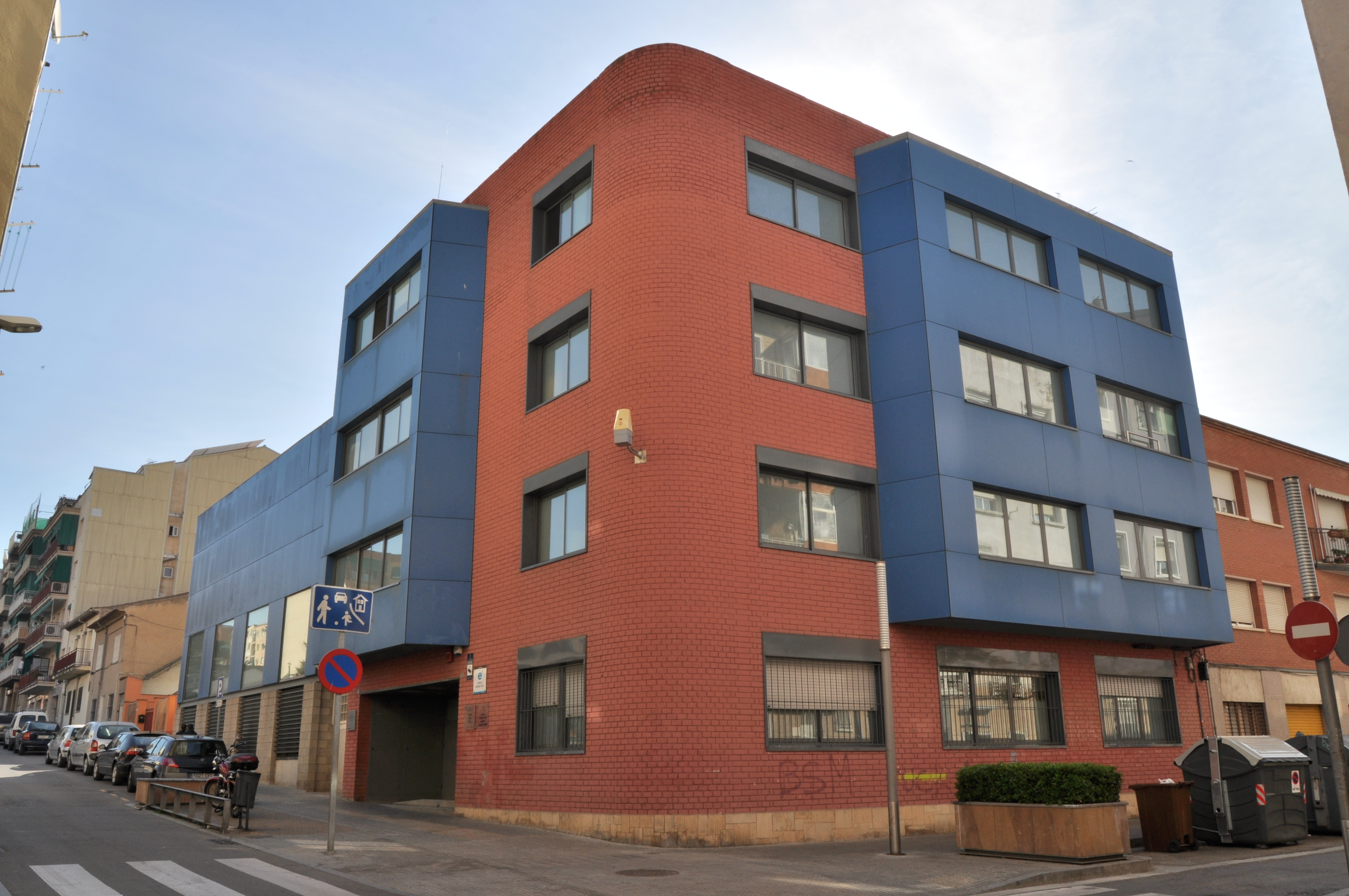
Centre Cívic L'Era.